# Coupe du monde de rugby à XV 2007
Vous lisez un « bon article » labellisé en 2008.
Navigation
Coupe du monde 2003 Coupe du monde 2011
La Coupe du monde de rugby à XV 2007 (sixième édition) se déroule du 7 septembre au 20 octobre 2007 en France, au pays de Galles (quatre matches dont un quart de finale) et en Écosse (deux matches). Il s’agit de la troisième phase finale de la compétition se disputant sur le sol européen. Le pays organisateur a été choisi en avril 2003.
De septembre 2004 à novembre 2006, les sélections nationales de 86 pays participent à une phase de qualification, dans le but de désigner les onze équipes disputant le tournoi final en compagnie de la France, qualifiée d’office en tant que pays organisateur, ainsi que des huit autres nations qualifiées d'office à la faveur de leurs résultats à l'édition de 2003.
La Coupe du monde est remportée par l'Afrique du Sud pour la deuxième fois. Elle s'impose face à l'Angleterre dans un match sans essai.

## Préparation de l'événement

### Choix du pays organisateur

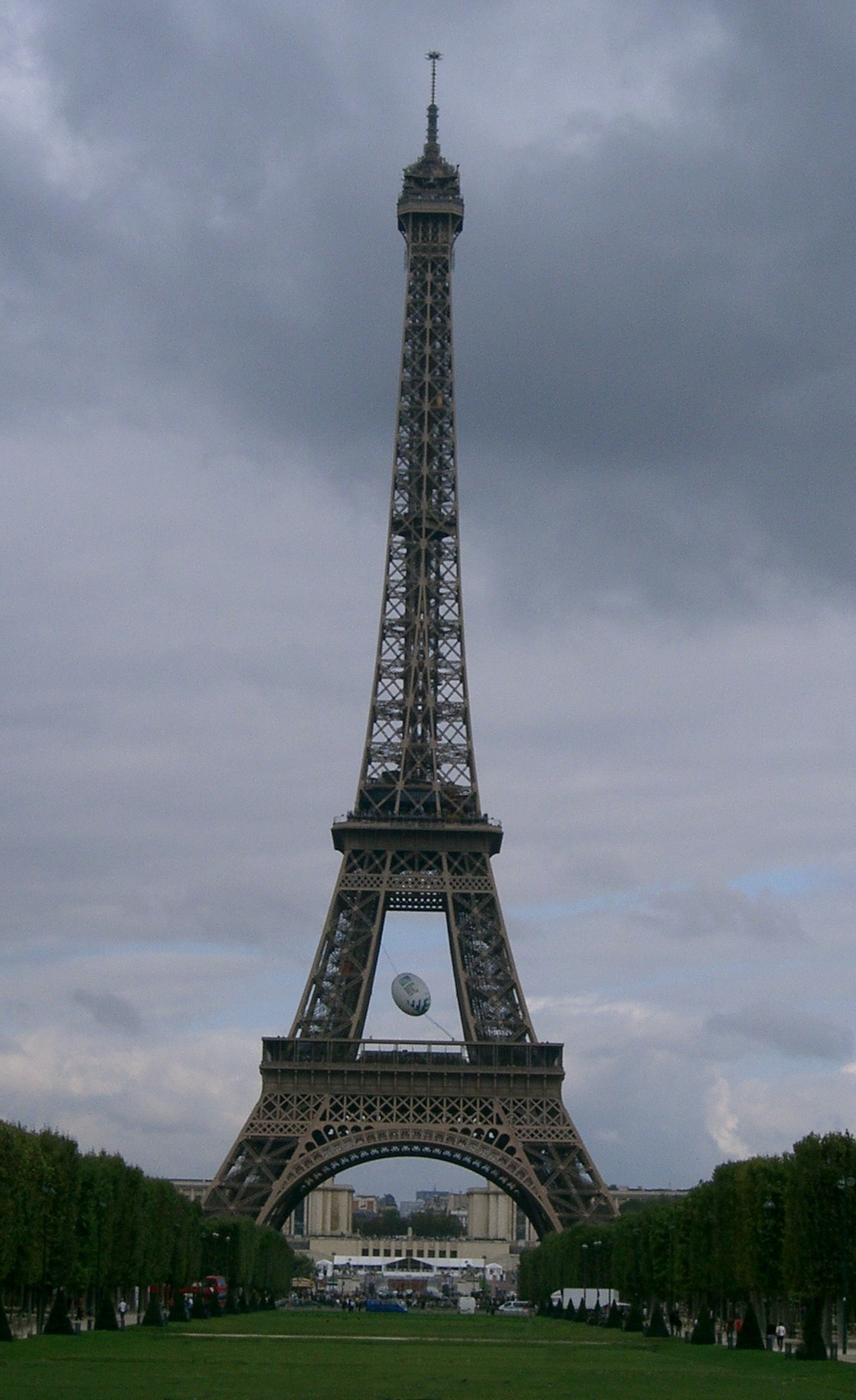
La tour Eiffel fête la Coupe du monde de rugby à XV 2007

Deux nations sont en lice pour l'obtention de l'organisation de la Coupe du monde : l'Angleterre, déjà organisatrice en 1991, et la France qui, à deux reprises, a déjà accueilli quelques matches des phases finales (huit en 1991, lors de la Coupe du monde organisée par l'Angleterre et huit autres en 1999, lors de l'édition organisée par le pays de Galles).
Les dossiers de candidature sont radicalement différents.

### Le projet de l'Angleterre

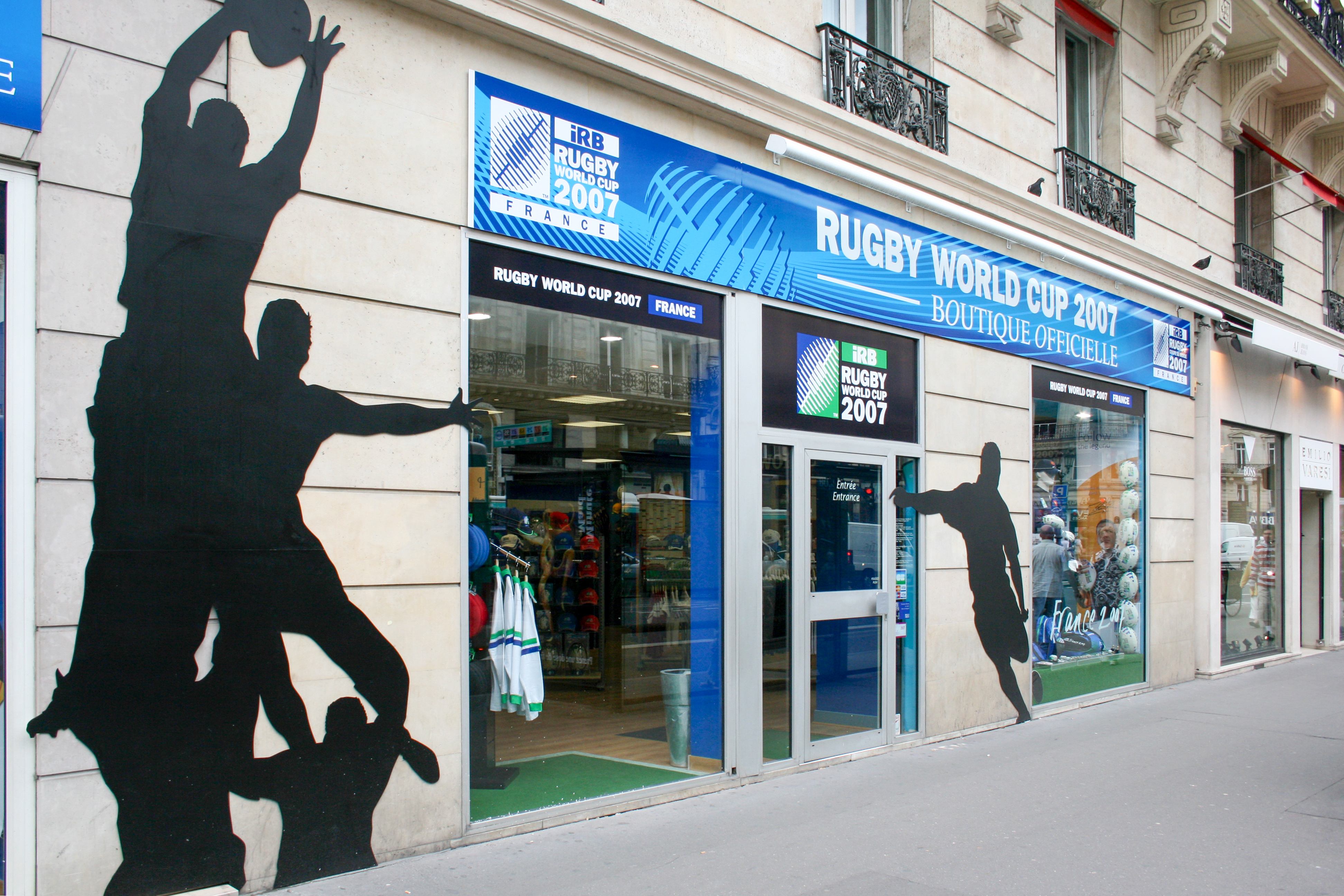
Boutique officielle de la Coupe du monde de rugby à XV 2007.

Le comité d'organisation anglais souhaite s'écarter du système de quatre poules de cinq avec phases finales à élimination directe, considéré comme limitant les affrontements vraiment compétitifs, et présente un projet radicalement neuf : il compte deux phases finales séparées (tournoi à deux vitesses). D'un côté, un tournoi « élite », dit « Super Eight » regroupe les seize nations principales. Par ailleurs, un tournoi regroupe trente-deux « petits » pays (devant les coûts engendrés, ce nombre passe ensuite à vingt) et les éliminés du tournoi élite sont reversés dans le tournoi secondaire à l’issue de la première phase. Le tournoi Super Eight  doit comprendre quatre poules de quatre, qualifiant chacune deux équipes pour deux nouvelles poules de quatre équipes. Les qualifiés conservent les points acquis en première phase contre l’autre qualifié (comme pour le championnat du monde de handball masculin 2007). Les deux premiers de chacune de ces deux poules sont ensuite qualifiés pour les demi-finales.
Sportivement, le titre de champion du monde a plus de valeur selon le comité d’organisation anglais : pour l'emporter, le vainqueur a ainsi dû jouer au moins six matches contre des ténors (deux en première phase, deux en deuxième, deux en phase finale), au lieu de quatre ou cinq avec le système habituel. Ce système a aussi selon eux l’avantage de multiplier des matches rentables tout en limitant le nombre de matches sans réel intérêt sportif qui se terminent par des scores larges (comme en 1995, lorsque la Nouvelle-Zélande bat le Japon 145 à 17, record de l’épreuve), et de réaliser des bénéfices supplémentaires substantiels (de ce point de vue, ce système n’est pas sans rappeler celui de la Ligue des champions de football). Les Anglais ont mis en avant le fait qu’ils comptent réaliser cent quarante millions de livres, le double de ce qui est alors prévu pour la future Coupe du monde 2003, soit bien plus que le projet français.

### Le choix de la France par l'IRB

Logo de la FFR, hôte de la Coupe du monde 2007

La Fédération française de rugby à XV (FFR), de son côté, propose un format plus classique, semblable à celui de la phase finale de 2003 (et donc avec vingt pays répartis en quatre poules de cinq au lieu de seize dans le projet Anglais). Cette formule a selon la France, deux avantages : d'une part, elle permet d'ouvrir plus largement  la compétition aux équipes moins fortes ce qui les aidera, en se confrontant aux meilleures, à progresser. D'autre part, elle permet une meilleure couverture mondiale avec un plus grand nombre d'équipes qualifiées et une meilleure représentation de chaque continent[réf. nécessaire]. Le 10 avril 2003, l'IRB confie pour la première fois l'organisation de la Coupe du monde de rugby à XV à la France seule, par une écrasante majorité de 18 votes à 3.
Les raisons de ce choix sont multiples. En particulier l'option anglaise génère l'organisation des matches de trente-six équipes, ce que personne, hormis l'Angleterre, la France et peut-être le Japon, ne peut faire dans le monde du rugby actuel. Cela condamne les autres nations à l'avenir. La France a aussi fait campagne sur son attachement traditionnel à la défense du rugby amateur et à l'ouverture de la discipline à d'autres régions du globe. Syd Millar, vice-président de l'IRB, affirme pour sa part que le projet français est « le meilleur pour le développement du rugby ».
Enfin, la FFR accepte de « délocaliser » quatre matches à Cardiff (pays de Galles), dont un quart de finale (c'est le même procédé qu'en 1999 quand la France obtient un quart de finale à domicile et sept autres matches, lors de la Coupe du monde organisée par le pays de Galles), et deux autres à Édimbourg (Écosse), une stratégie payante en nombre de voix au moment du vote.

### Villes et stades
Les douze stades réservés n'ont pas subi d'importants travaux de rénovation, la plupart ayant accueilli la Coupe du monde de football 1998. Deux stades hors de France (au pays de Galles et en Écosse) ont été retenus.
| Saint-Denis                                                                              | Cardiff (pays de Galles)                                                                                          | Édimbourg (Écosse)                                                                                                | Marseille | Bordeaux                                      |
| ---------------------------------------------------------------------------------------- | --- | --- | --- | --------------------------------------------- |
| Stade de France Capacité prévue : 81 338                                                 | Millennium Stadium Capacité prévue : 74 500                                                                       | Murrayfield Stadium Capacité prévue : 67 130                                                                      | Stade Vélodrome Capacité prévue : 60 032                                                                          | Stade Chaban-Delmas Capacité prévue : 34 694  |
|                                                                                          | | | |                                               |
| Paris                                                                                    | \| Carte de la France Bordeaux Montpellier Lyon Lens Marseille Toulouse Paris Saint-Étienne Nantes Saint-Denis \| | \| Carte de la France Bordeaux Montpellier Lyon Lens Marseille Toulouse Paris Saint-Étienne Nantes Saint-Denis \| | \| Carte de la France Bordeaux Montpellier Lyon Lens Marseille Toulouse Paris Saint-Étienne Nantes Saint-Denis \| | Lens                                          |
| Parc des Princes Capacité prévue : 48 527                                                | \| Carte de la France Bordeaux Montpellier Lyon Lens Marseille Toulouse Paris Saint-Étienne Nantes Saint-Denis \| | \| Carte de la France Bordeaux Montpellier Lyon Lens Marseille Toulouse Paris Saint-Étienne Nantes Saint-Denis \| | \| Carte de la France Bordeaux Montpellier Lyon Lens Marseille Toulouse Paris Saint-Étienne Nantes Saint-Denis \| | Stade Félix-Bollaert Capacité prévue : 41 229 |
|                                                                                          | \| Carte de la France Bordeaux Montpellier Lyon Lens Marseille Toulouse Paris Saint-Étienne Nantes Saint-Denis \| | \| Carte de la France Bordeaux Montpellier Lyon Lens Marseille Toulouse Paris Saint-Étienne Nantes Saint-Denis \| | \| Carte de la France Bordeaux Montpellier Lyon Lens Marseille Toulouse Paris Saint-Étienne Nantes Saint-Denis \| |                                               |
| Lyon                                                                                     | Nantes | Toulouse | Saint-Étienne | Montpellier                                   |
| Stade de Gerland Capacité prévue : 41 842                                                | Stade de la Beaujoire Capacité prévue : 38 285                                                                    | Stadium Municipal Capacité prévue : 35 575                                                                        | Stade Geoffroy-Guichard Capacité prévue : 35 616                                                                  | Stade de la Mosson Capacité prévue : 32 950   |
|                                                                                          | | | |                                               |
| Bordeaux Montpellier Lyon Lens Marseille Toulouse Paris Saint-Étienne Nantes Saint-Denis | | | |                                               |

## Acteurs de la Coupe du monde

### Équipes qualifiées
Le tirage au sort des groupes de Qualifications pour la Coupe du monde de rugby à XV 2007 a eu lieu le 12 mai 2004 à Dublin (Irlande). 86 nations des six confédérations sont inscrites pour onze places disponibles pour le tournoi final (en plus des huit qualifiés d'office dont la France, pays organisateur). Les qualifiés d'office sont l'Afrique du Sud , l'Angleterre (tenante du titre T), l'Australie, l’Écosse, la France, l'Irlande, le pays de Galles et la Nouvelle-Zélande du fait que ces équipes sont allées en quarts de finale de la dernière Coupe du monde en 2003.
La phase de qualification débute le 4 septembre 2004 à Andorre entre l'équipe représentant la principauté et la Norvège. Elle se termine le 24 mars 2007 avec la qualification du Portugal aux dépens de l'Uruguay lors d'un barrage, les Tonga s'étant peu avant aussi qualifiés en barrage face à la Corée du Sud.
| Carte | Europe (FIRA-AER) 9 places dont une au pays hôte | Amérique du Sud (CONSUR) 1 place                                  | Afrique (CAR) 2 places                                       |
| --- | --- | ----------------------------------------------------------------- | ------------------------------------------------------------ |
| Équipes participant aux qualifications pour la Coupe du monde 2007                                                            | - Angleterre T : 6e phase finale - France PO : 6e - Irlande : 6e - Pays de Galles : 6e - Écosse : 6e - Italie : 6e, qualifiée - Roumanie : 6e, qualifiée - Géorgie : 2e, qualifiée - Portugal : 1re, qualifié | - Argentine : 6e phase finale                                     | - Afrique du Sud : 4e phase finale - Namibie : 3e, qualifiée |
| Océanie (FORU) 5 places | - Angleterre T : 6e phase finale - France PO : 6e - Irlande : 6e - Pays de Galles : 6e - Écosse : 6e - Italie : 6e, qualifiée - Roumanie : 6e, qualifiée - Géorgie : 2e, qualifiée - Portugal : 1re, qualifié | Amérique du Nord, Antilles, Caraïbes (NACRA) 2 places             | Asie (ARFU) 1 place                                          |
| - Australie : 6e phase finale - Nouvelle-Zélande : 6e - Fidji : 5e, qualifiés - Samoa : 5e, qualifiés - Tonga : 5e, qualifiés | - Angleterre T : 6e phase finale - France PO : 6e - Irlande : 6e - Pays de Galles : 6e - Écosse : 6e - Italie : 6e, qualifiée - Roumanie : 6e, qualifiée - Géorgie : 2e, qualifiée - Portugal : 1re, qualifié | - Canada : 6e phase finale, qualifié - États-Unis : 5e, qualifiés | - Japon : 6e phase finale, qualifié                          |

### Joueurs
L'International Rugby Board a imposé aux sélectionneurs de dévoiler une liste de trente joueurs. Dans l'article ci-dessus, les listes des 20 sélections.

### Arbitres
Ci-dessous, la liste des douze arbitres retenus pour la Coupe du monde. Aucun arbitre, ni juge de touche des zones Asie et Amérique du Nord n'a été retenu pour la compétition.
FIRA-AER
- Wayne Barnes
- Joël Jutge
- Alan Lewis
- Nigel Owens
- Alain Rolland
- Tony Spreadbury
- Chris White

FORU
- Stuart Dickinson
- Paul Honiss
- Steve Walsh

CAR
- Marius Jonker

## Déroulement de la phase finale
Depuis la première édition de 1987, cette compétition se déroule en deux phases : une phase de qualification et une phase à élimination directe. Pendant la phase de qualification par poules, chaque équipe affronte une fois chacun des quatre adversaires de sa poule. À l’issue de cette phase, les deux premiers de chaque poule sont qualifiés pour la phase à élimination directe (voir tableau plus bas).

### Tirage au sort
Pour la première fois dans l'histoire de la Coupe du monde de rugby à XV, un tirage au sort a lieu pour déterminer les différents groupes de la compétition. Les quatre demi-finalistes de l'édition précédente (l'Angleterre, l'Australie, la Nouvelle-Zélande et la France) sont têtes de série et placés dans chacune des quatre poules. Le tirage au sort qui permet de désigner leurs quatre adversaires pour cette première phase a lieu le mercredi 13 mai 2004 à Dublin et aboutit à la répartition suivante :
| Poule A - Angleterre - Afrique du Sud - Samoa - États-Unis - Tonga | Poule B - Australie - Pays de Galles - Fidji - Canada - Japon | Poule C - Nouvelle-Zélande - Écosse - Italie - Roumanie - Portugal | Poule D - France - Irlande - Argentine - Géorgie - Namibie |

### Cérémonie d'ouverture

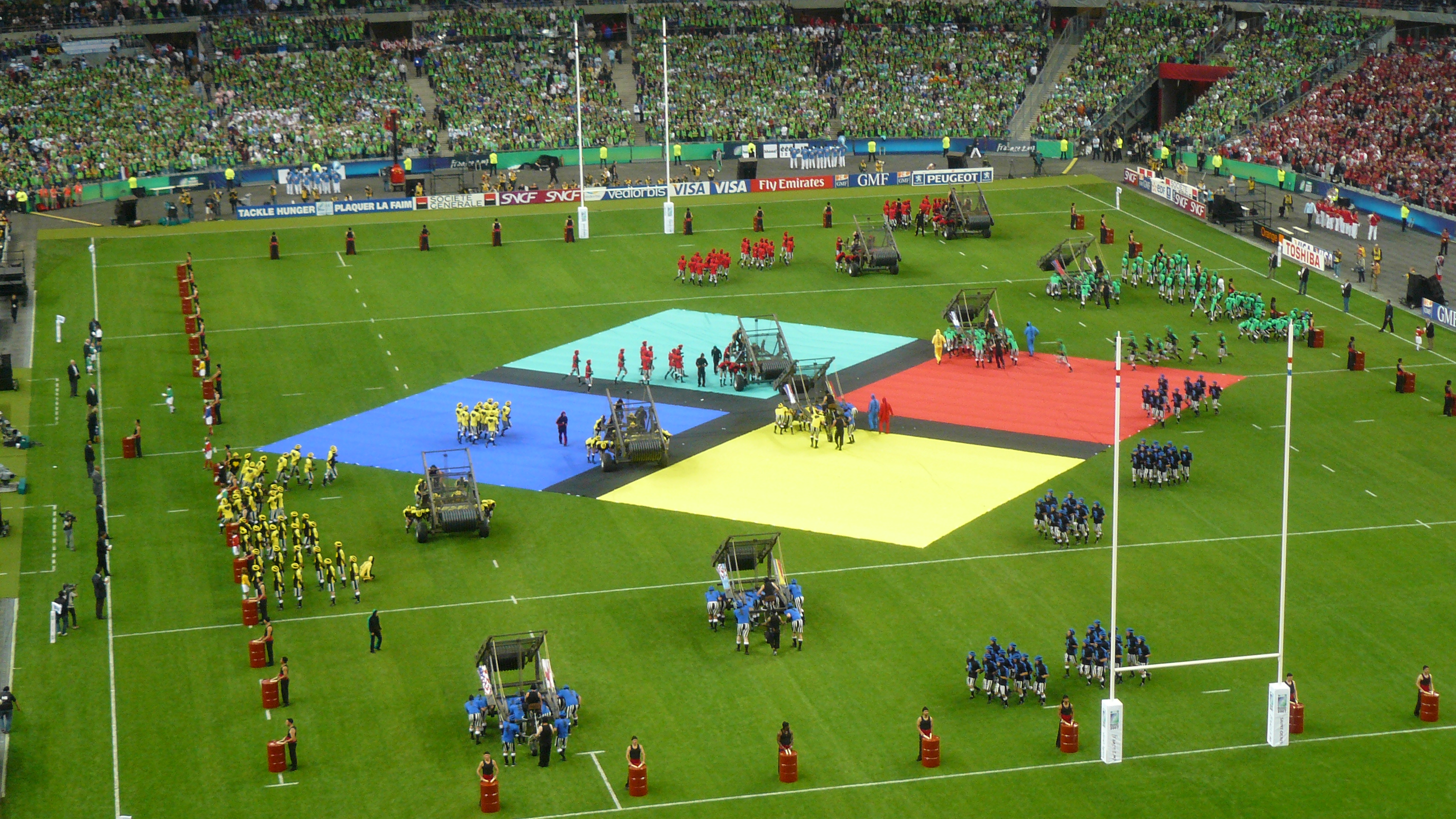
Le Stade de France pendant la cérémonie d'ouverture.

L'organisation de la cérémonie d'ouverture du 7 septembre au Stade de France est confiée au metteur en scène Olivier Massart, qui s'adjoint les services de Kader Belardi pour la chorégraphie et de Marco Prince, ex-chanteur de FFF, pour la musique. Le trio a opéré lors de la cérémonie d'ouverture des Jeux asiatiques 2006. Elle débute à 20h25 et dure un peu moins de vingt minutes, en présence du président de la République française, Nicolas Sarkozy. Elle met en scène trois cents danseurs, cent quarante figurants, des centaines de musiciens, dont la compagnie Métalovoice et plusieurs bandas du Sud-Ouest. Quatre tableaux se succèdent rappelant les fondamentaux du rugby, avec notamment « La passe de la fraternité » et « La grande mêlée », ainsi que les valeurs de solidarité, de partage, de passion, de respect et de bravoure. Le spectacle s'organise autour de quatre couleurs, le jaune, le vert, le bleu et le rouge, reprise dans les tribunes sous forme de chasubles que les spectateurs sont invités à enfiler dans chacune des quatre tribunes, pour être à l'unisson des artistes. Au milieu du spectacle, vingt grands joueurs représentant un des pays qualifiés viennent saluer la foule au milieu du terrain, tandis que des images en noir et blanc de leurs exploits passent sur les deux grands écrans situés aux extrémités du stade. Parmi eux, se trouvent Gareth Edwards (Pays de Galles), Morné du Plessis (Afrique du Sud), John Eales (Australie), Gareth Rees (Canada), Diego Domínguez (Italie), Jonah Lomu (Nouvelle-Zélande), Keith Wood (Irlande), John Jeffrey (Écosse), Steve Thompson (Angleterre) et Jean-Pierre Rives (France). Huit avions de la Patrouille de France passent au-dessus du stade, laissant dans leur sillage les couleurs du drapeau français.

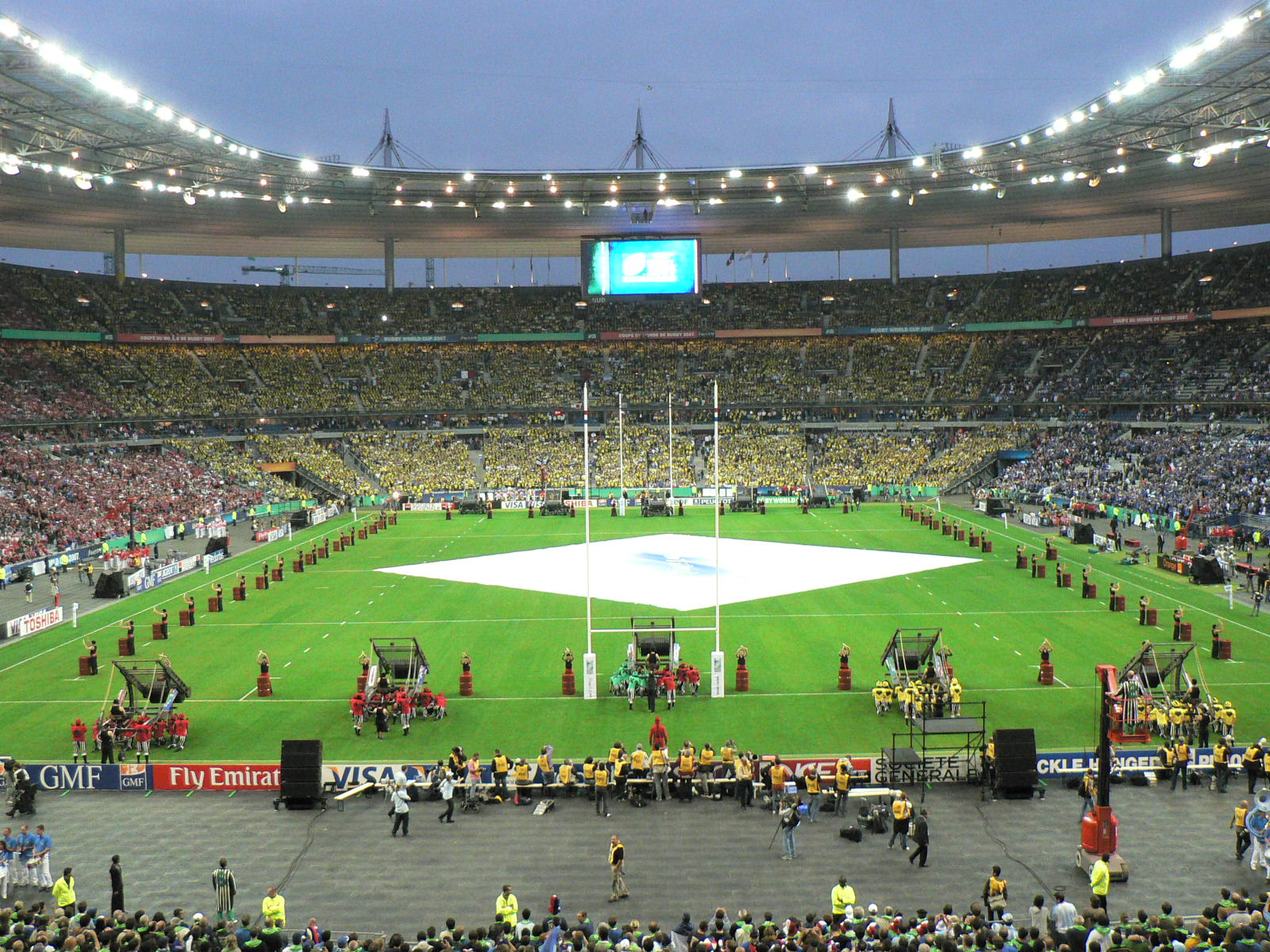
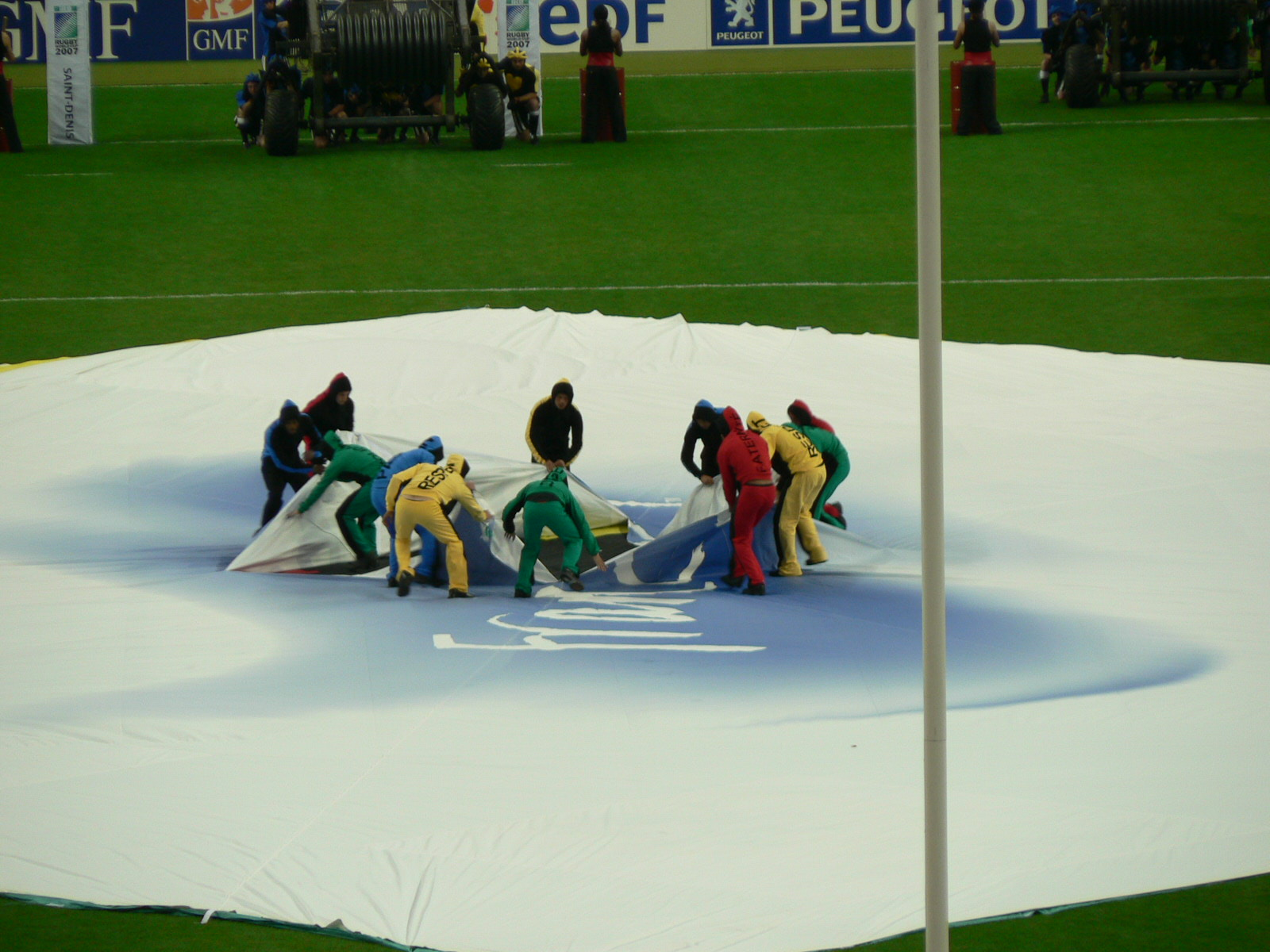
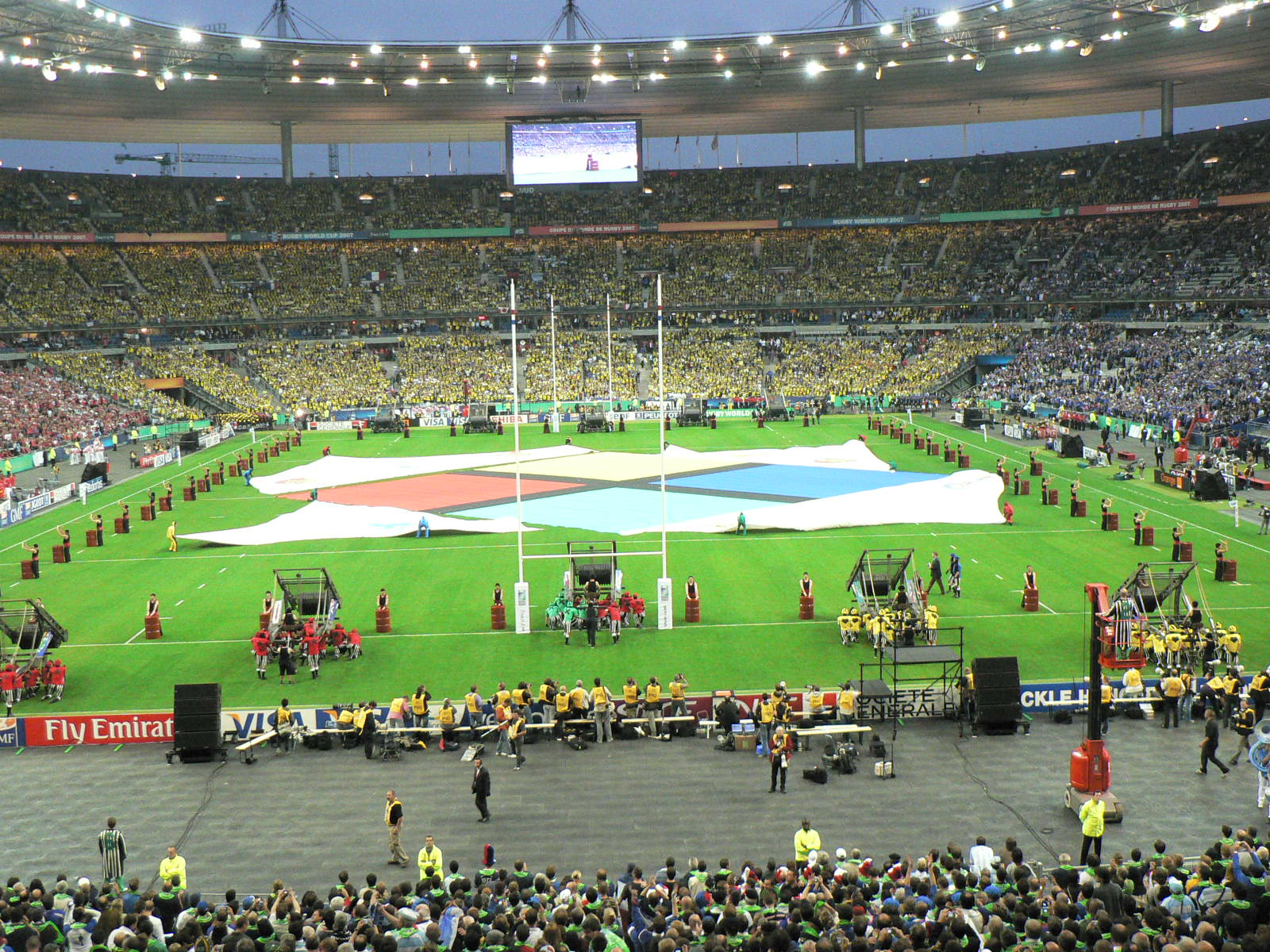
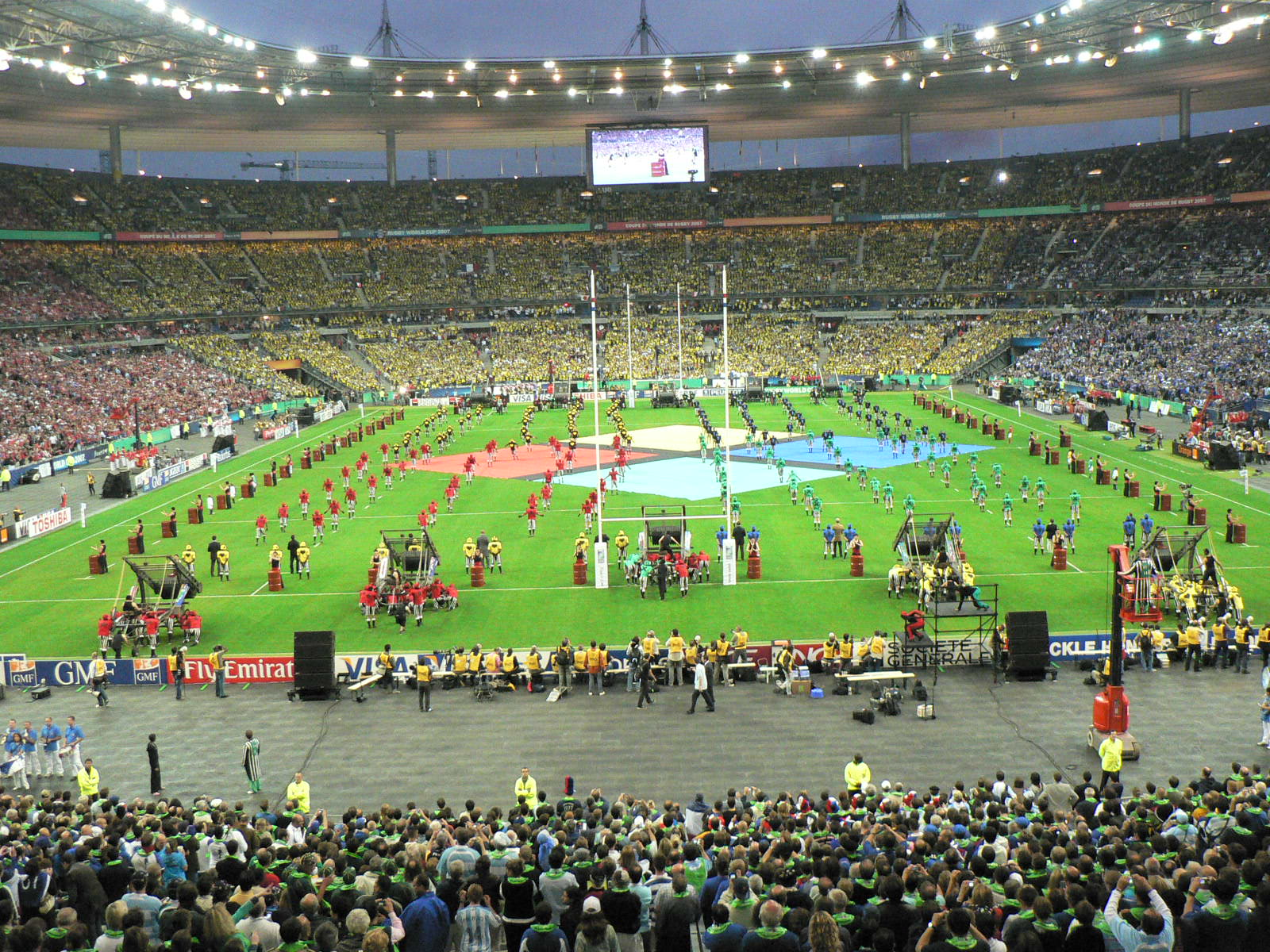
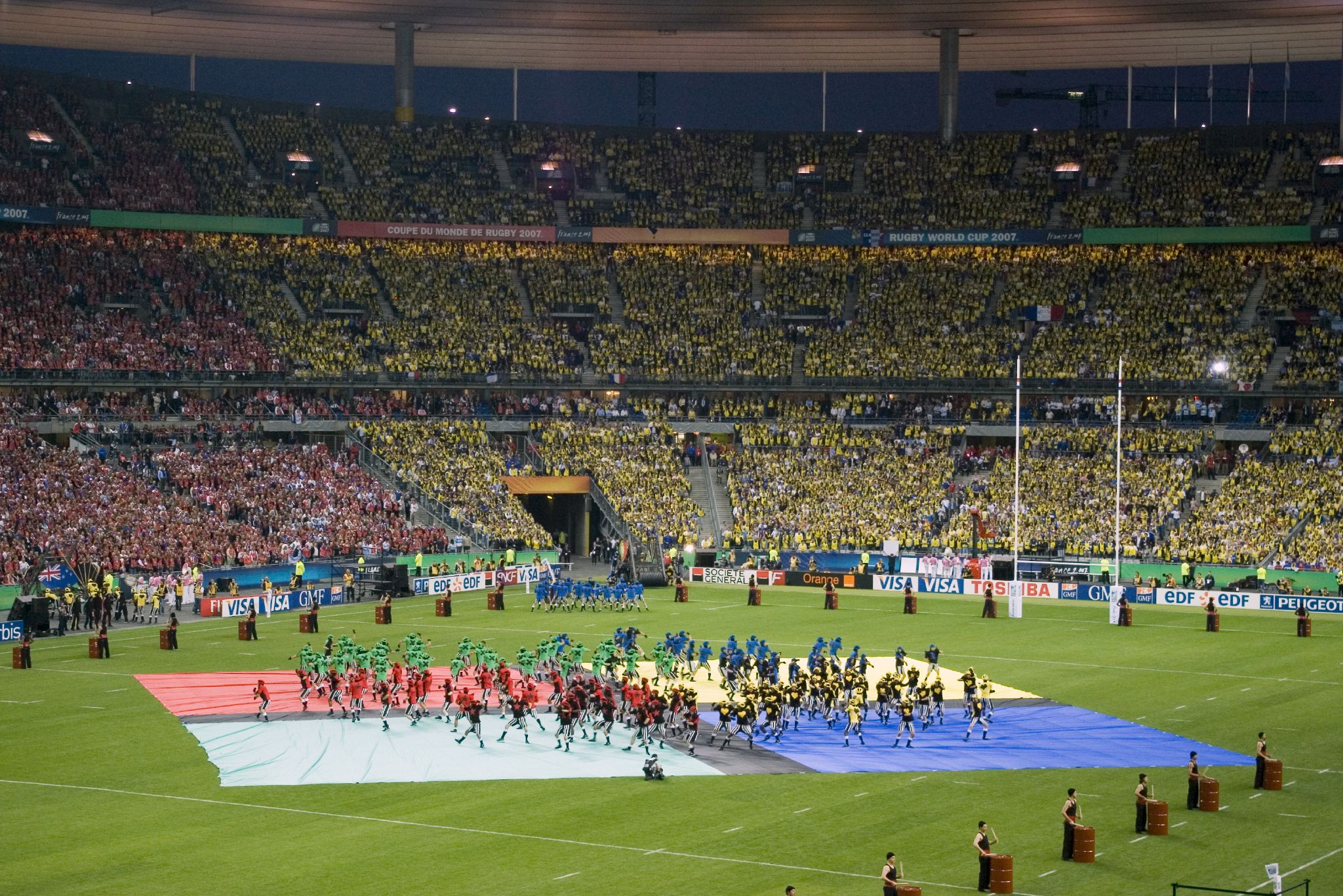
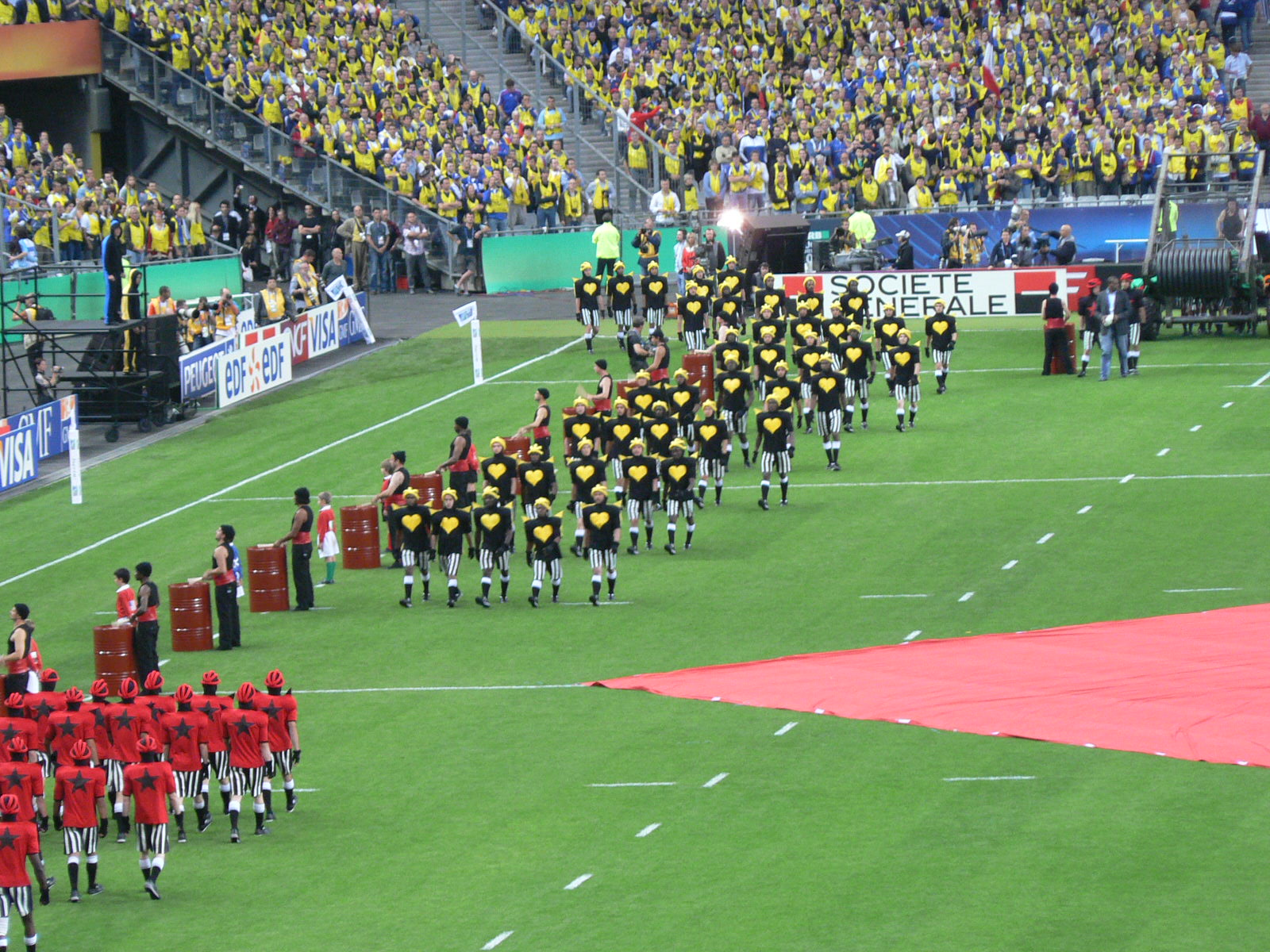
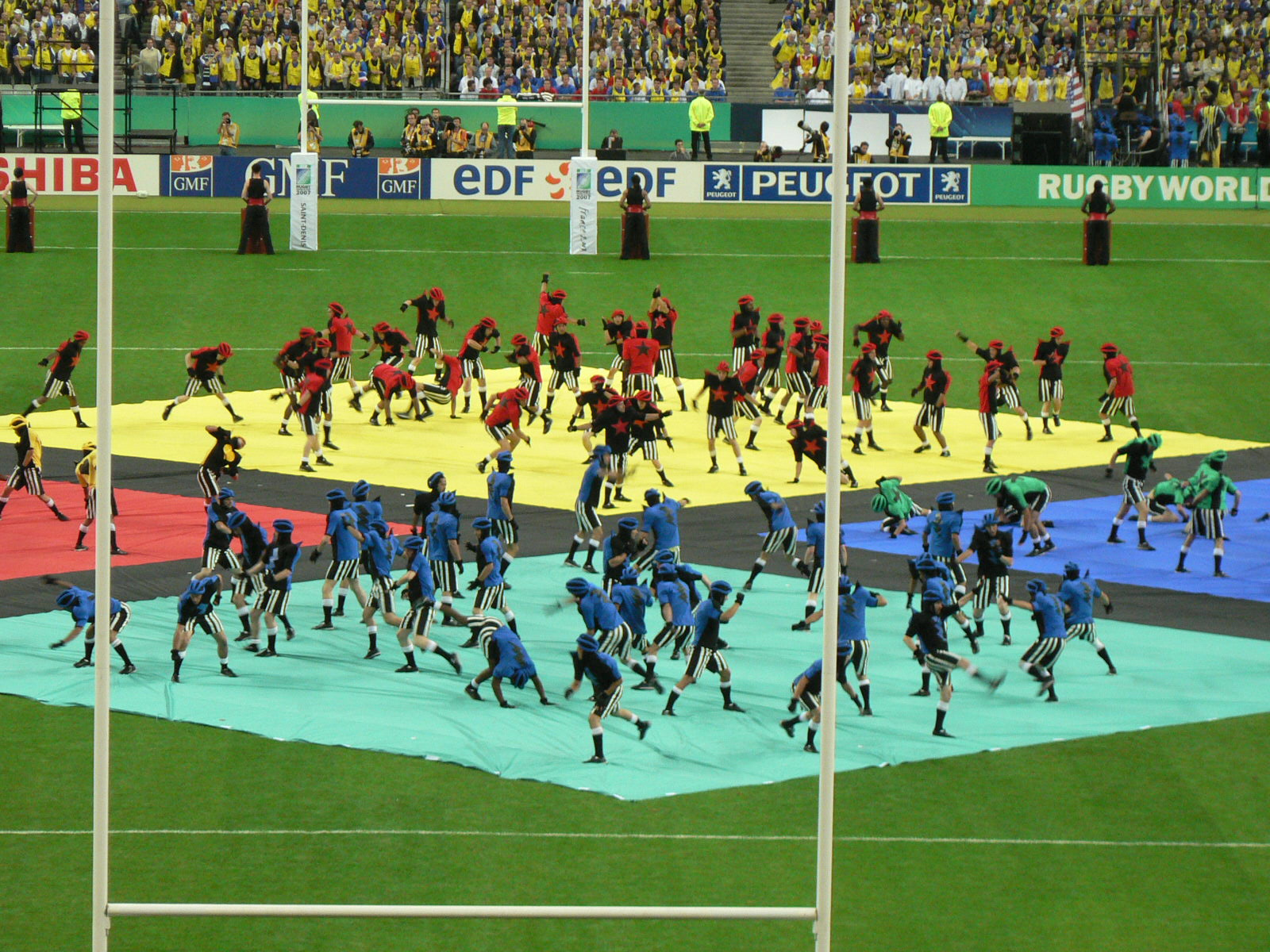
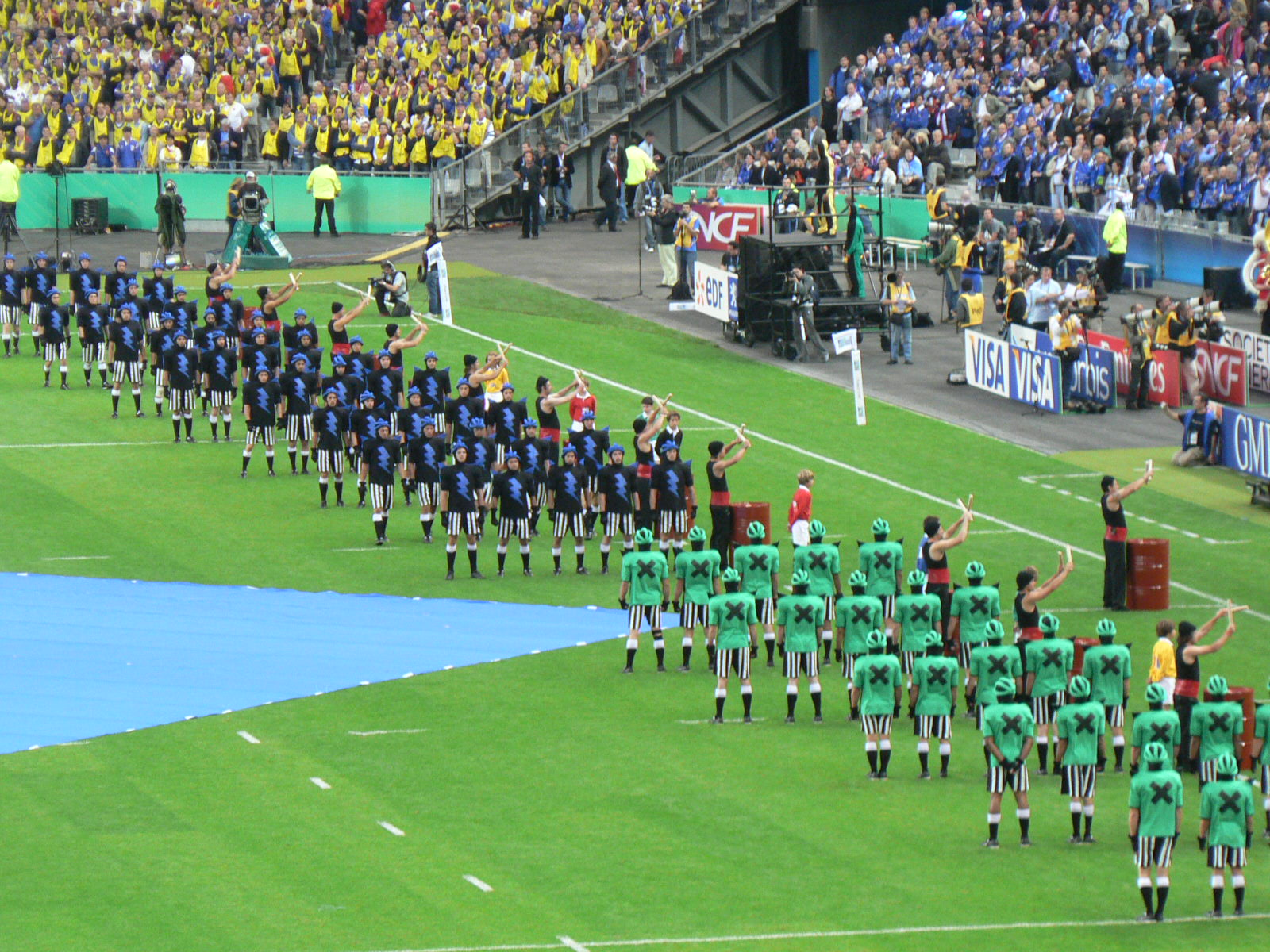
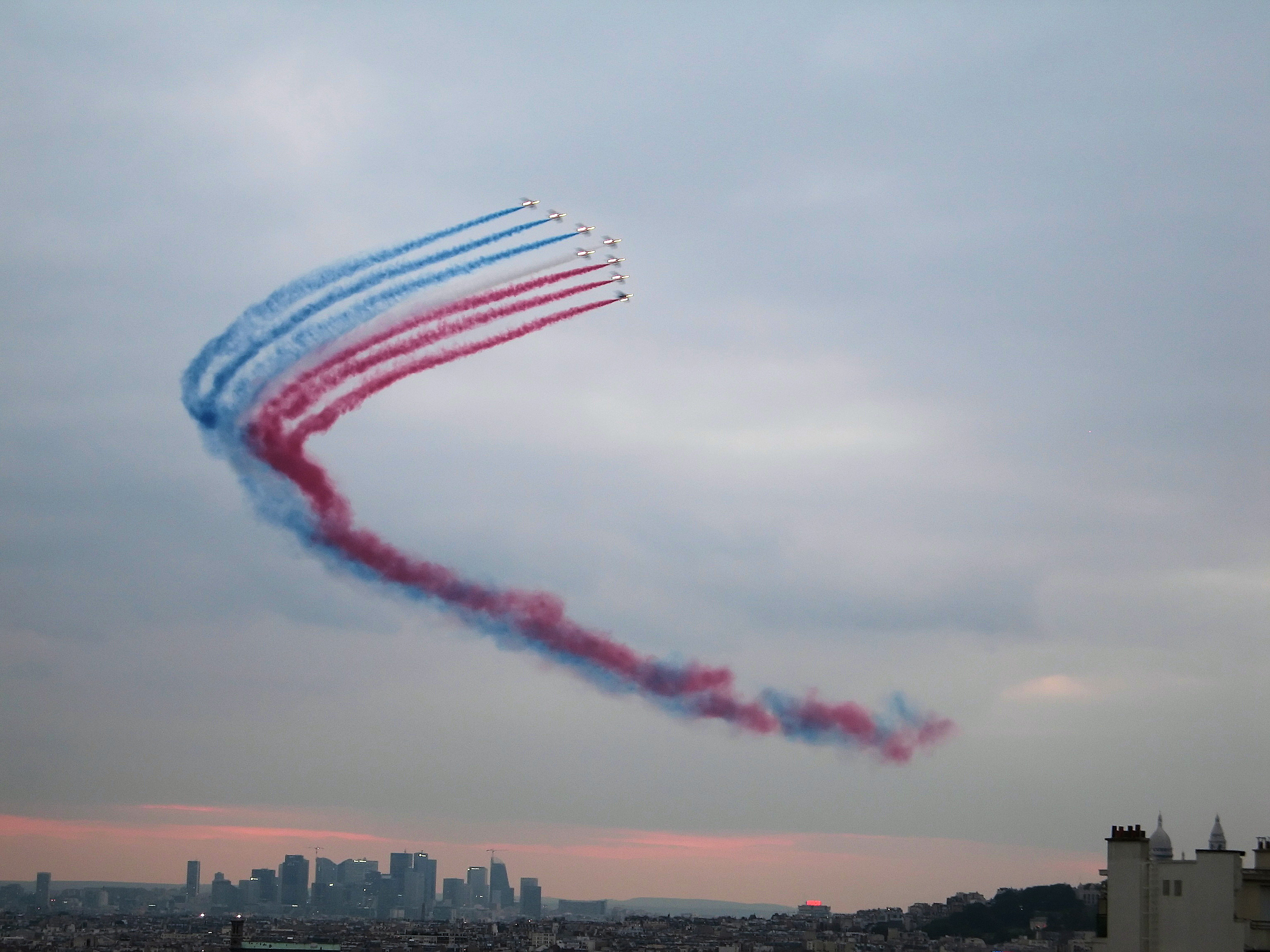
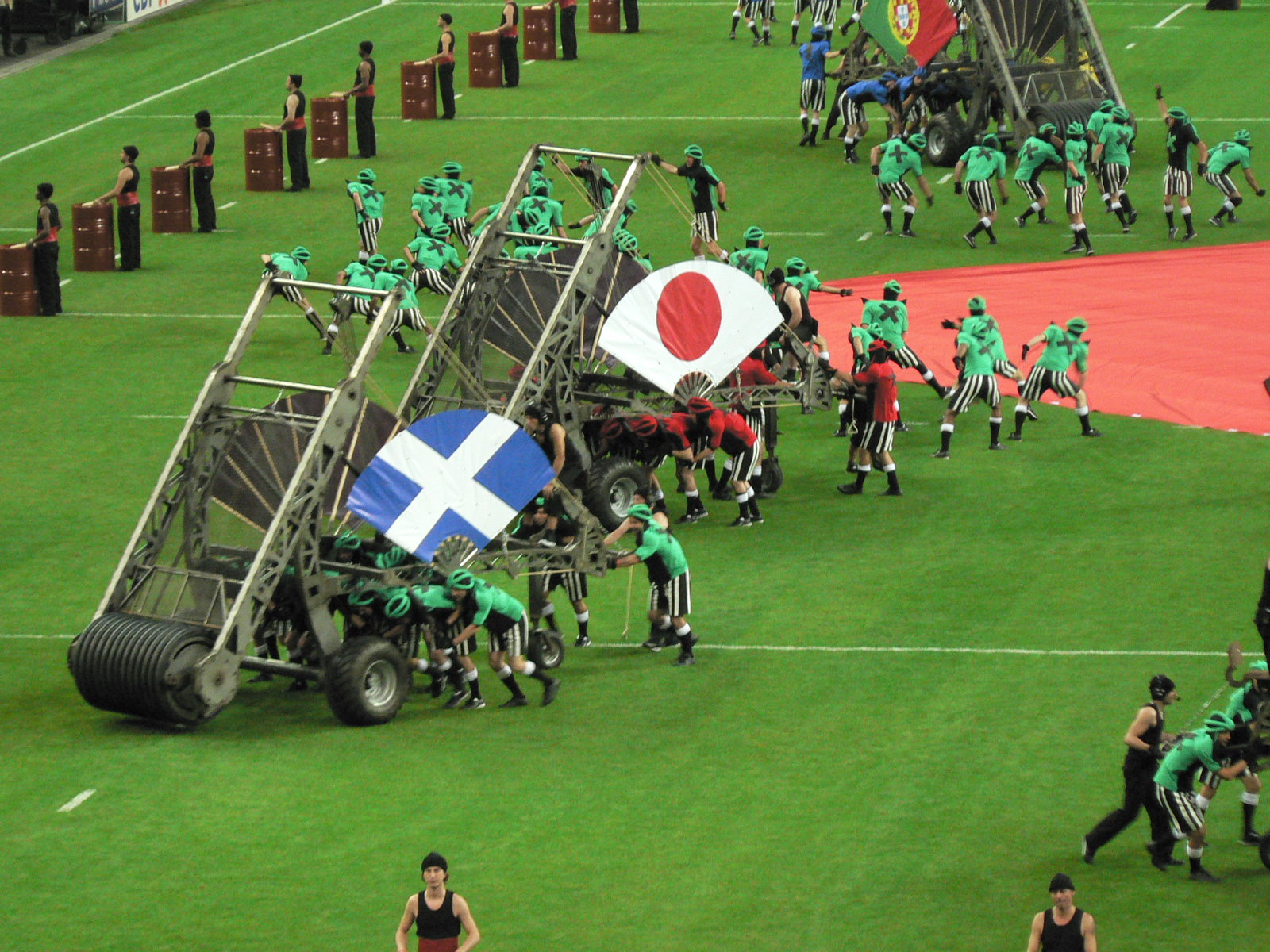
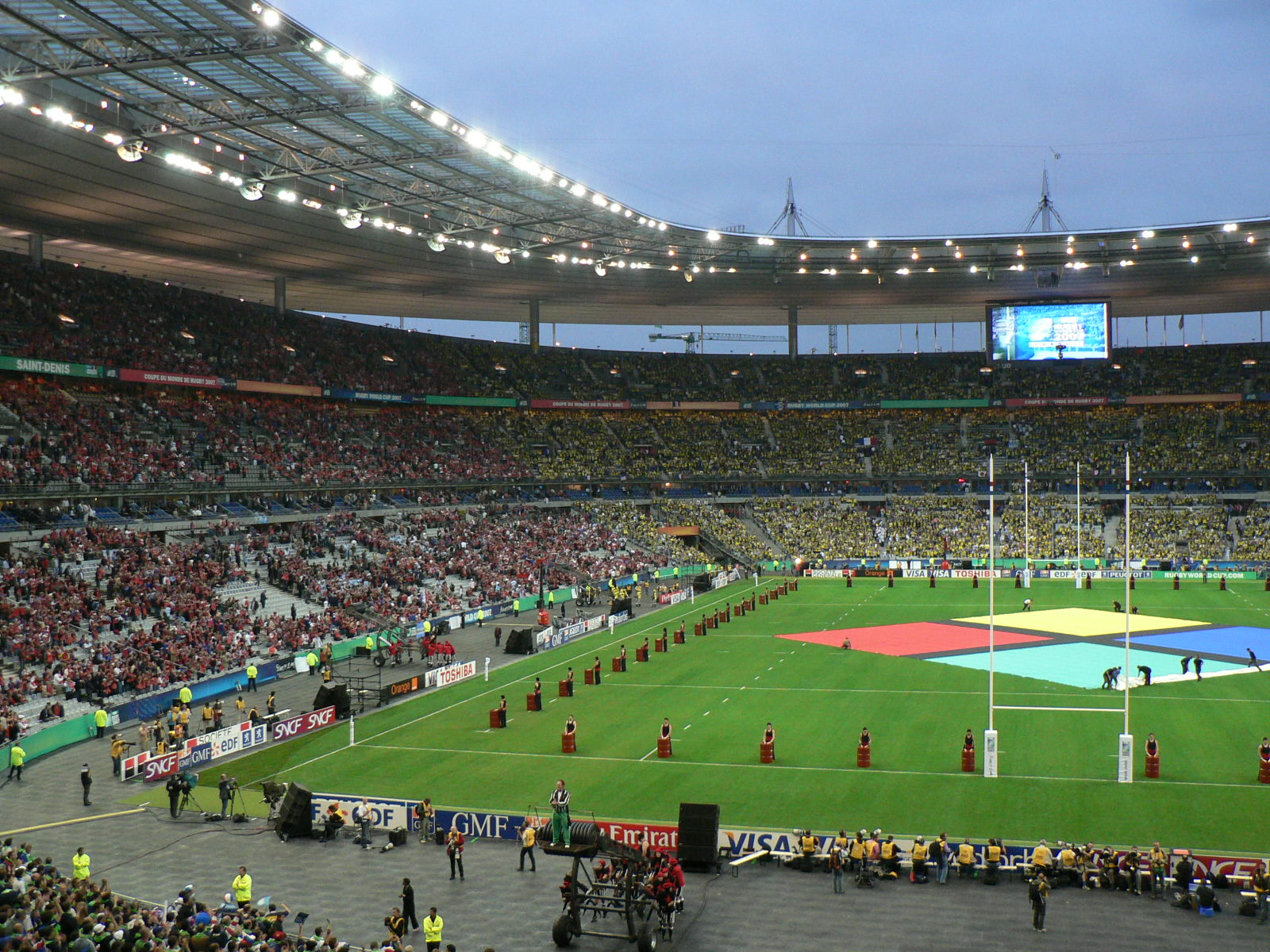
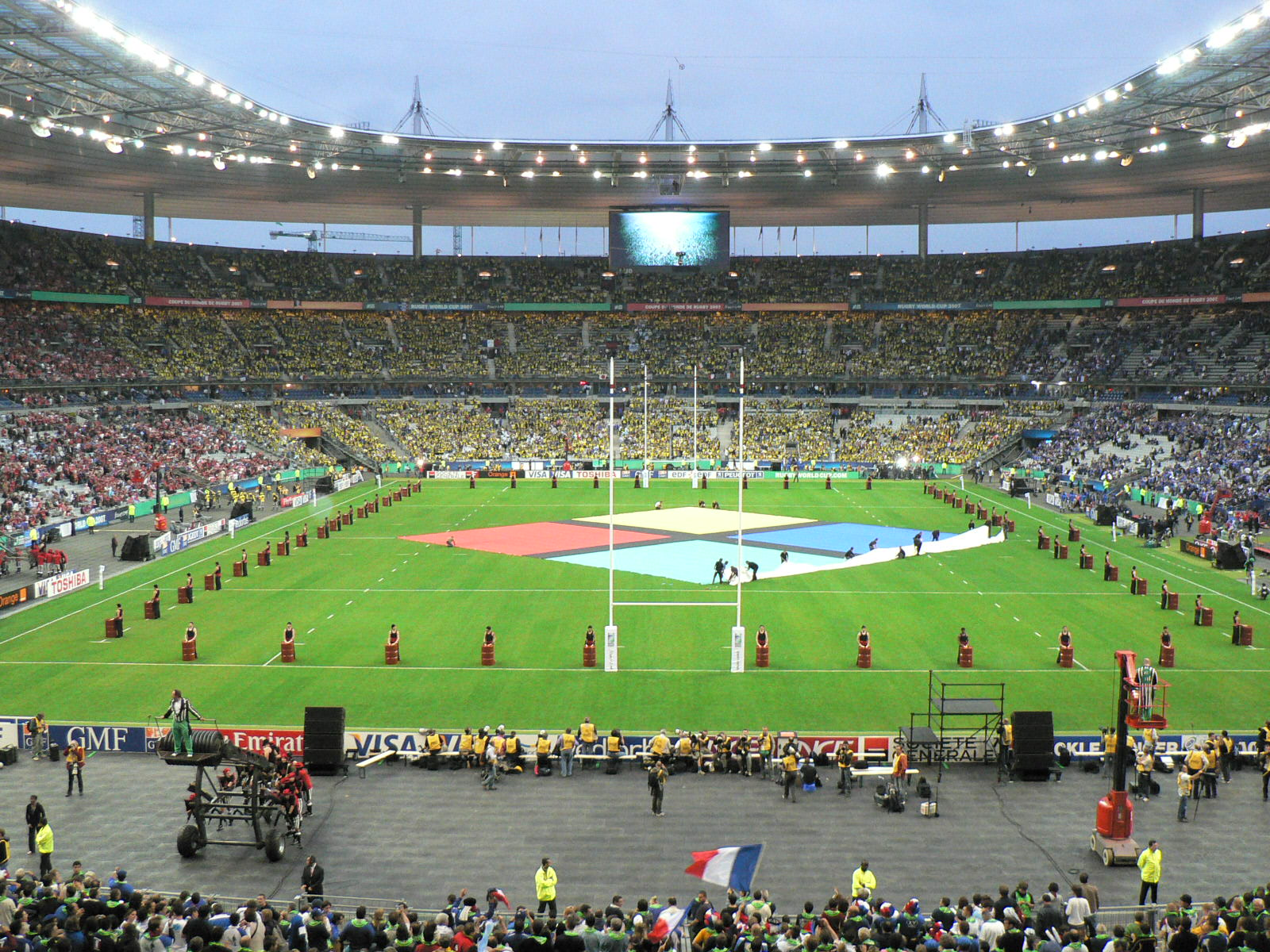

### Poules de qualification pour la phase éliminatoire

#### Règlement
La formule est la même que celle utilisée quatre ans plus tôt ; les vingt équipes qualifiées en phase finale de la Coupe du monde sont réparties en quatre poules de cinq équipes. Chaque poule comprend deux équipes qualifiées d'office (les quarts-de-finalistes de 2003). En outre, les trois premières équipes de chaque poule sont qualifiées d'office pour la prochaine Coupe du monde en 2011, comme cela a été défini lors du conseil d'organisation de la Coupe du monde, en mai 2007. Chaque équipe qualifiée joue un match contre chaque adversaire de la même poule. Les deux premières équipes de chaque poule se qualifient pour les quarts de finale, les trois autres sont éliminées.

##### Critères de classement
Le classement utilise un système de points déjà utilisé lors des deux dernières éditions
- 4 points pour une victoire (V) ;
- 2 points pour un match nul (N) ;
- aucun point pour une défaite.
- 1 point de bonus (PB) est accordé dans les cas suivants[14] : pour l'équipe qui marque au moins quatre essais (bonus offensif), quelle que soit l’issue du match ; pour l'équipe qui perd avec sept points d’écart au maximum (bonus défensif).

##### Départage
Si à l’issue de la phase de poules, deux équipes d’une même poule ont le même nombre de points de classement, les critères suivants seront utilisés pour déterminer l’équipe ayant le meilleur classement :
1. le vainqueur du match qui a opposé les deux équipes à égalité ;
2. l'équipe ayant la meilleure différence de points terrain marqués et concédés lors de tous les matches disputés au sein de la poule ;
3. l'équipe ayant la meilleure différence entre les essais marqués et concédés lors de tous les matches de poule ;
4. l'équipe ayant marqué le plus grand nombre de points terrain lors de tous les matches de poule ;
5. l'équipe ayant marqué le plus grand nombre d'essais lors de tous les matches de poule.
Si l'égalité subsiste, le vainqueur sera l’équipe classée en meilleure position au classement mondial de l'IRB au 7 septembre 2007.

##### Polémique sur le calendrier
Plusieurs responsables d'équipes modestes, comme John Kirwan, entraîneur du Japon, se sont plaints de devoir jouer certains matches à quatre jours d'intervalle, alors que les grandes équipes sont protégées de ce point de vue avec au minimum cinq jours d'écart. Des critiques similaires s'étaient fait jour lors de la Coupe du monde 2003. L'IRB répond que le calendrier dépend notamment des diffuseurs des grands pays qui souhaitent voir jouer leurs équipes pendant le week-end. De fait, ces équipes ne jouent que les vendredis, samedis et dimanches, quand l'Argentine doit affronter la Géorgie quatre jours après avoir ouvert le bal contre la France en match d'ouverture, lesquels Géorgiens enchaînent quatre jours plus tard avec un match contre l'Irlande, qu'ils manquent de battre (10-14).

#### Premier tour
Légende
|  | Les deux premiers sont qualifiés pour les quarts de finale et la prochaine édition. |
|  | Le troisième est éliminé mais se qualifie pour la prochaine Coupe du monde.         |
|  | Les quatrièmes et cinquièmes sont éliminés.                                         |

Les horaires prévus des matchs ci-dessous sont donnés en heure locale. L'Écosse et le pays de Galles utilisent le British Standard Time (UTC+01:00), la France utilise l'Heure d'été d'Europe centrale (UTC+02:00).

##### Poule A
| Rang | Pays           | J | V | N | D | Em | Ee | Bo | Bd | Pm  | Pe  | Diff | Pts |
| ---- | -------------- | - | - | - | - | -- | -- | -- | -- | --- | --- | ---- | --- |
| 1    | Afrique du Sud | 4 | 4 | 0 | 0 | 24 | 6  | 3  | 0  | 189 | 47  | +142 | 19  |
| 2    | Angleterre     | 4 | 3 | 0 | 1 | 11 | 7  | 2  | 0  | 108 | 88  | +20  | 14  |
| 3    | Tonga          | 4 | 2 | 0 | 2 | 9  | 10 | 0  | 1  | 89  | 96  | -7   | 9   |
| 4    | Samoa          | 4 | 1 | 0 | 3 | 5  | 15 | 0  | 1  | 69  | 143 | -74  | 5   |
| 5    | États-Unis     | 4 | 0 | 0 | 4 | 7  | 18 | 0  | 1  | 61  | 142 | -81  | 1   |

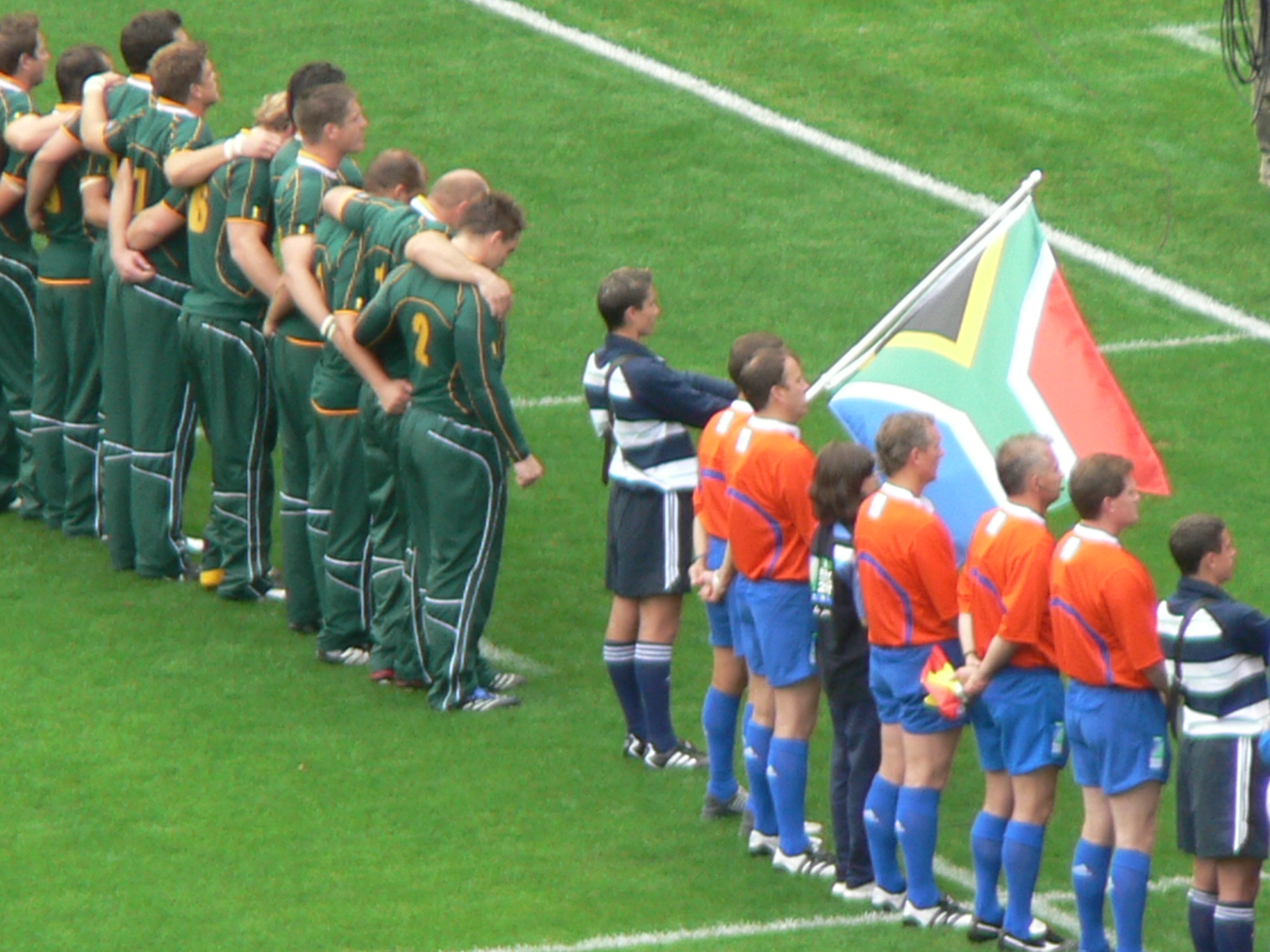
Équipe d'Afrique du Sud
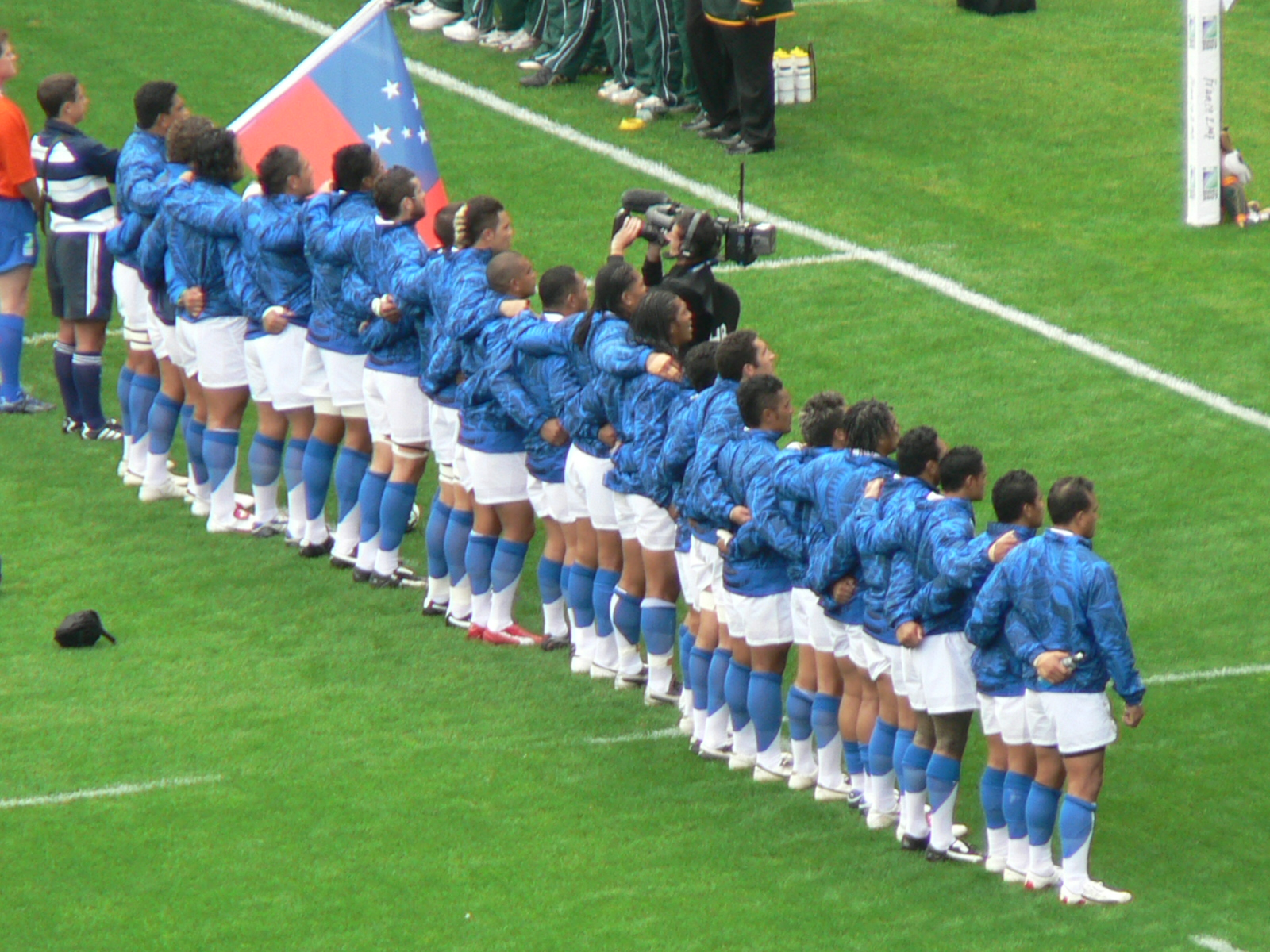
Équipe des Samoa
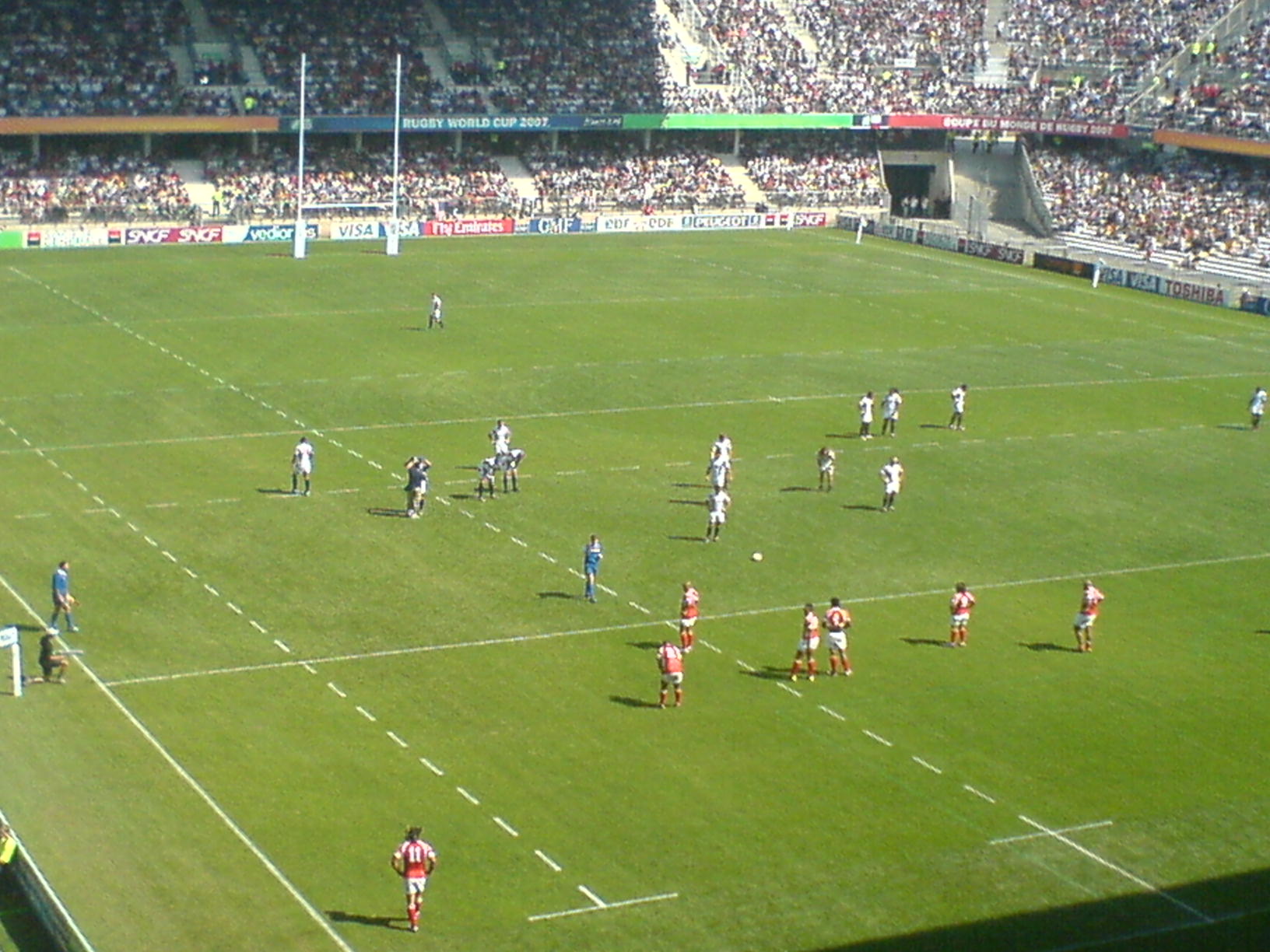
États-Unis - Tonga
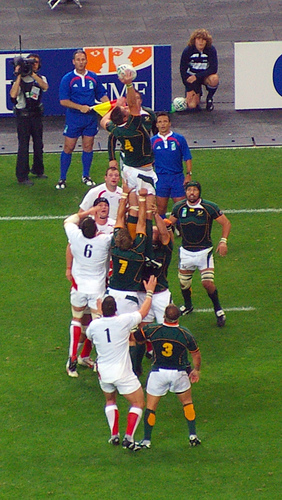
Angleterre - Afrique du Sud

##### Poule B
| Rang | Pays           | J | V | N | D | Em | Ee | Bo | Bd | Pm  | Pe  | Diff | Pts |
| ---- | -------------- | - | - | - | - | -- | -- | -- | -- | --- | --- | ---- | --- |
| 1    | Australie      | 4 | 4 | 0 | 0 | 30 | 4  | 4  | 0  | 215 | 41  | +174 | 20  |
| 2    | Fidji          | 4 | 3 | 0 | 1 | 14 | 16 | 3  | 0  | 114 | 136 | -22  | 15  |
| 3    | Pays de Galles | 4 | 2 | 0 | 2 | 23 | 13 | 3  | 1  | 168 | 105 | +63  | 12  |
| 4    | Japon          | 4 | 0 | 1 | 3 | 7  | 30 | 0  | 1  | 64  | 210 | -146 | 3   |
| 5    | Canada         | 4 | 0 | 1 | 3 | 6  | 17 | 0  | 0  | 51  | 120 | -69  | 2   |

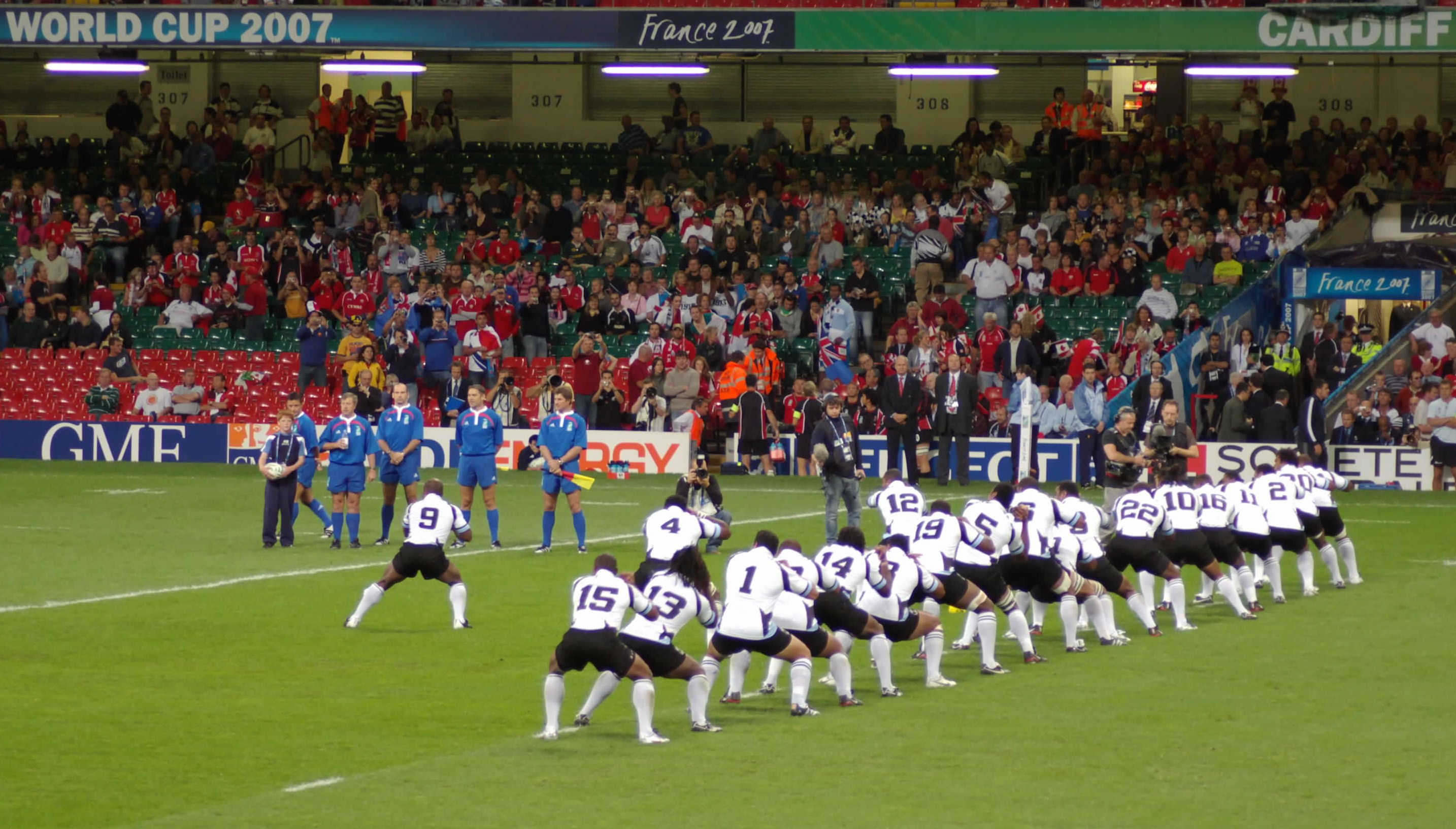
Fidji
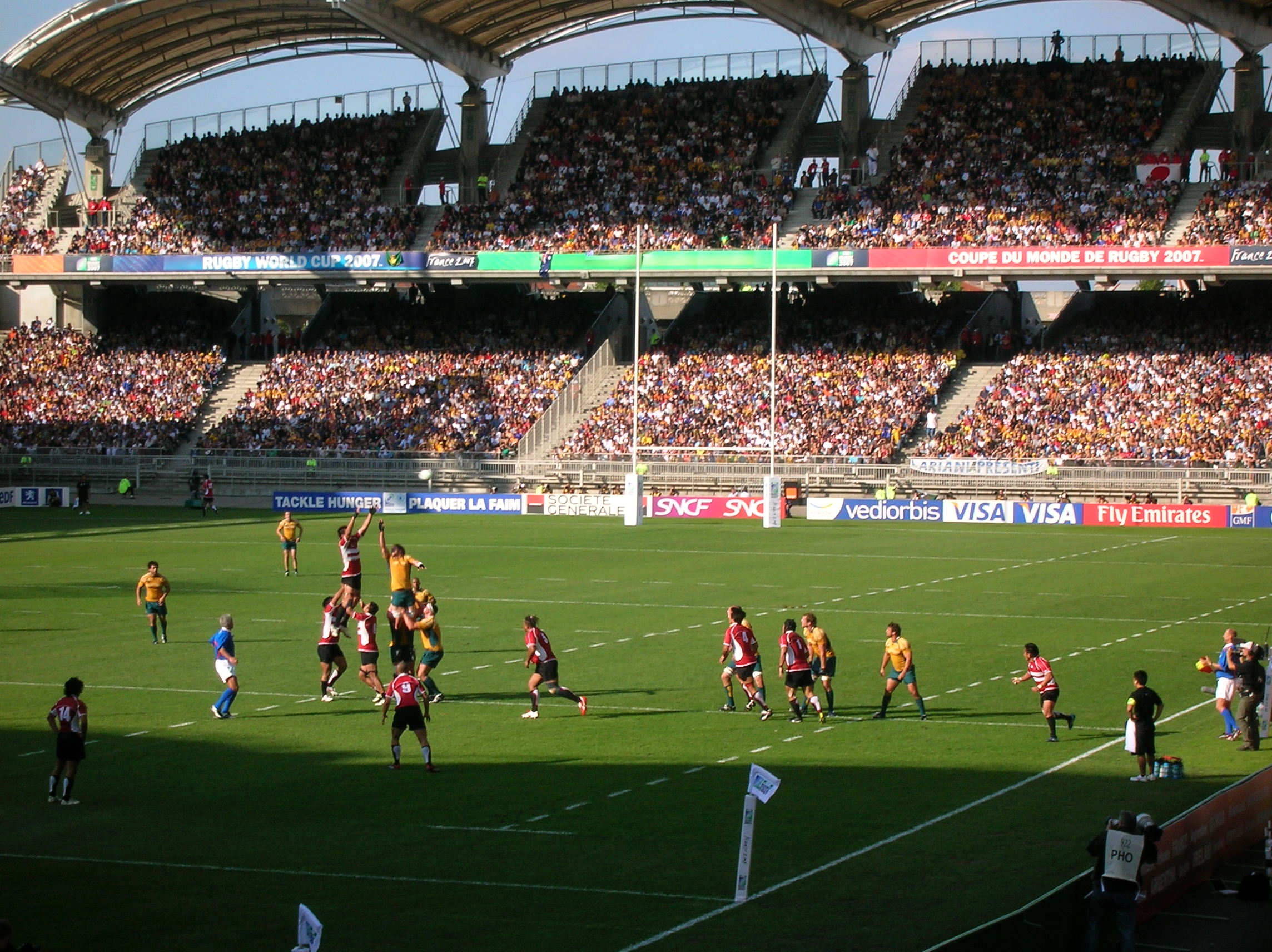
Australie vs Japon
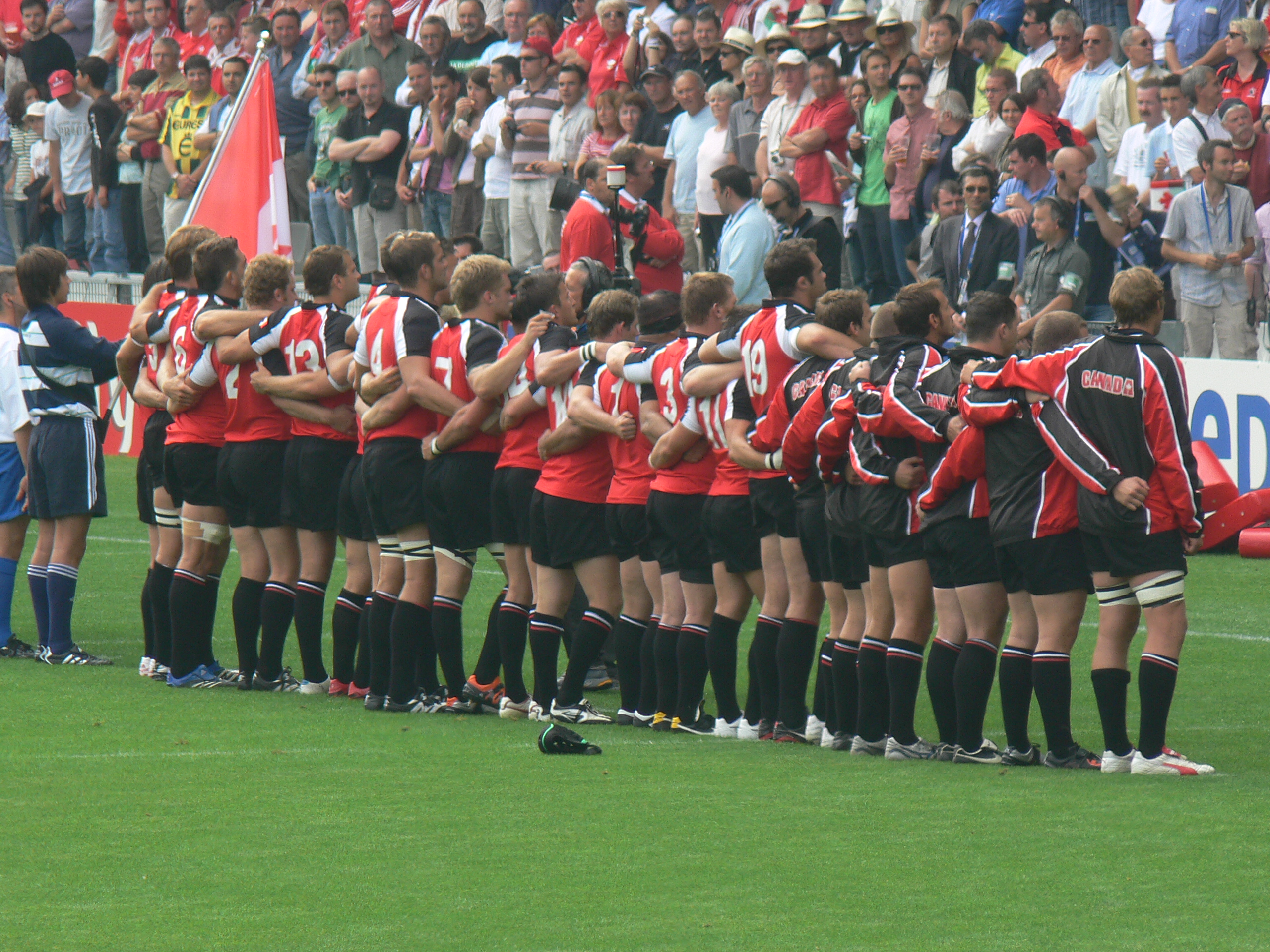
Canada
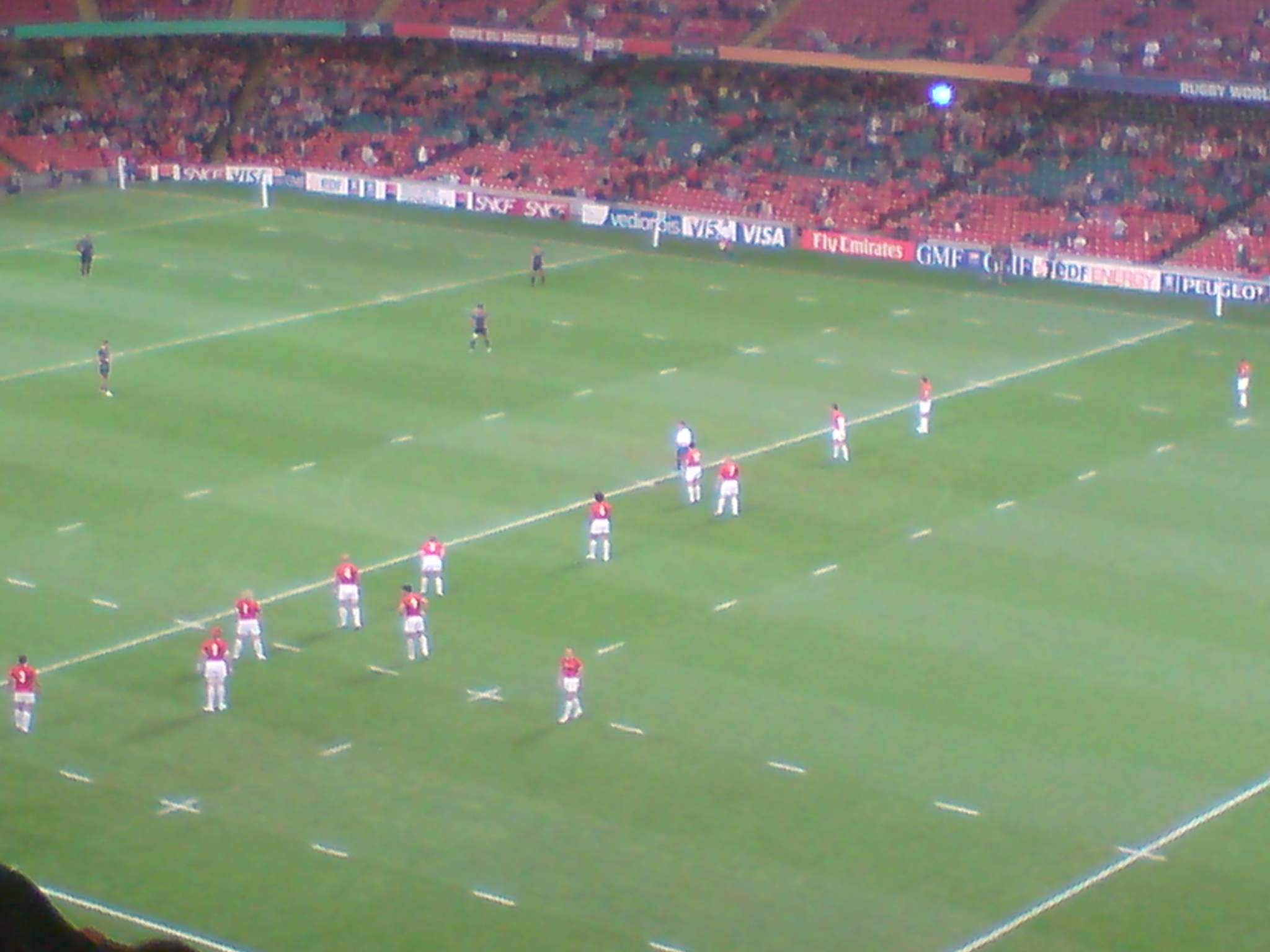
Pays de Galles

##### Poule C
| Rang | Pays             | J | V | N | D | Em | Ee | Bo | Bd | Pm  | Pe  | Diff | Pts |
| ---- | ---------------- | - | - | - | - | -- | -- | -- | -- | --- | --- | ---- | --- |
| 1    | Nouvelle-Zélande | 4 | 4 | 0 | 0 | 46 | 4  | 4  | 0  | 309 | 35  | +274 | 20  |
| 2    | Écosse           | 4 | 3 | 0 | 1 | 14 | 8  | 2  | 0  | 116 | 66  | +50  | 14  |
| 3    | Italie           | 4 | 2 | 0 | 2 | 8  | 14 | 0  | 1  | 85  | 117 | -32  | 9   |
| 4    | Roumanie         | 4 | 1 | 0 | 3 | 5  | 22 | 0  | 1  | 40  | 161 | -121 | 5   |
| 5    | Portugal         | 4 | 0 | 0 | 4 | 4  | 29 | 0  | 1  | 38  | 209 | -171 | 1   |

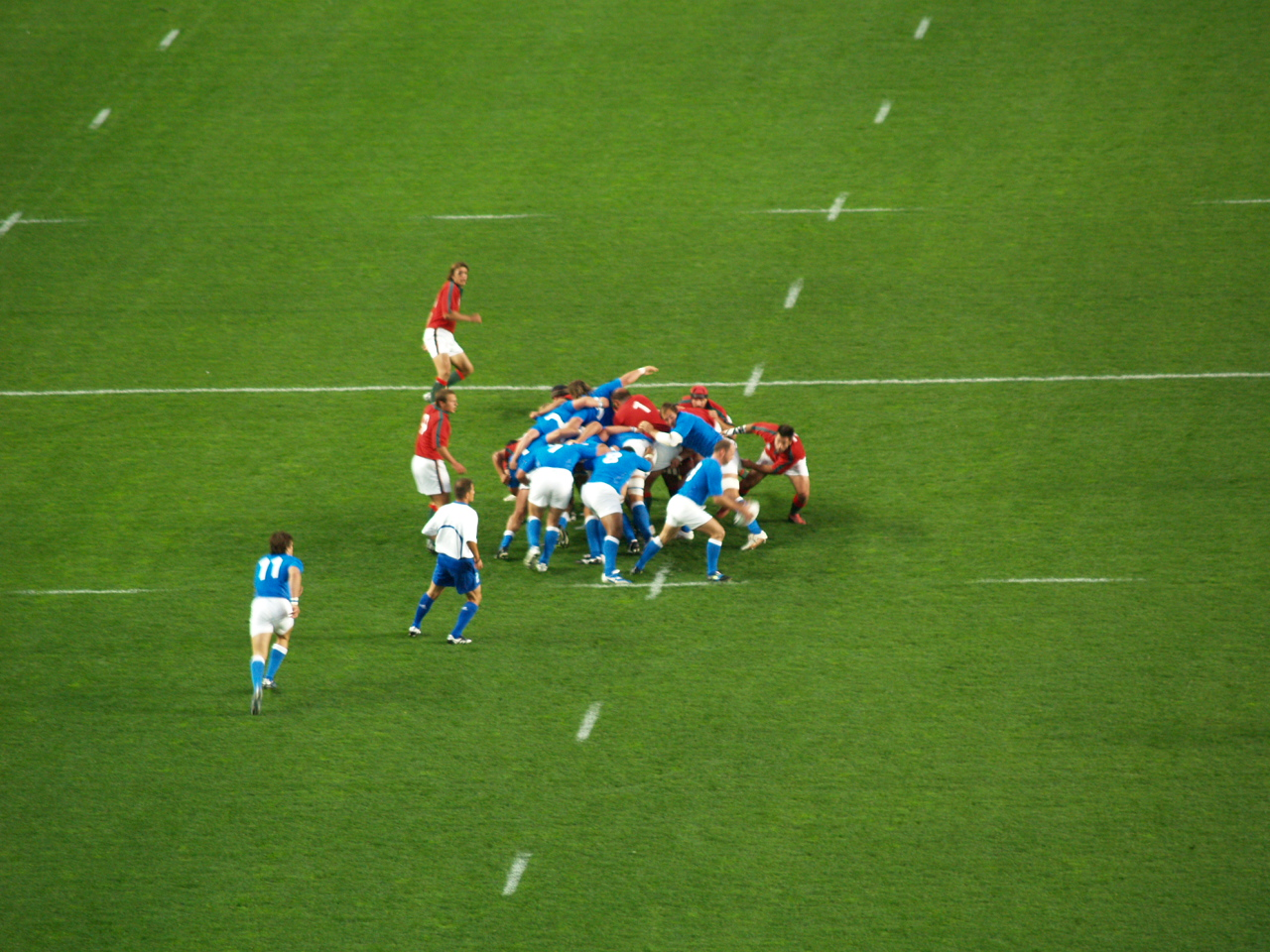
Italie - Portugal
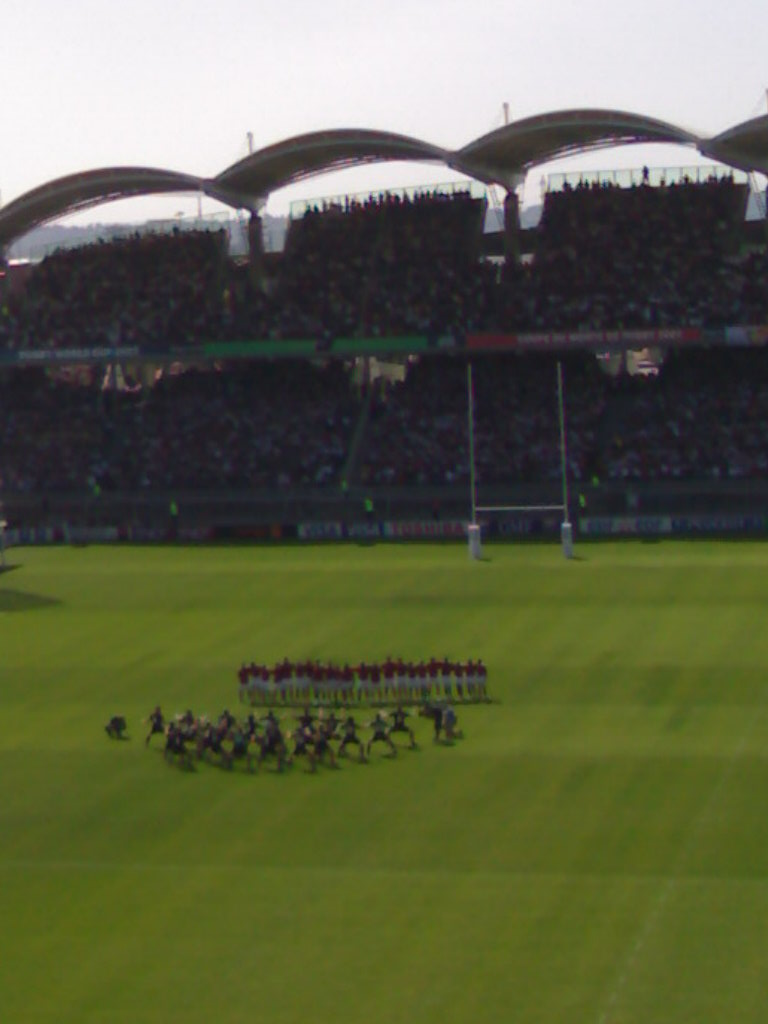
Nouvelle-Zélande vs Portugal

##### Poule D
| Rang | Pays      | J | V | N | D | Em | Ee | Bo | Bd | Pm  | Pe  | Diff | Pts |
| ---- | --------- | - | - | - | - | -- | -- | -- | -- | --- | --- | ---- | --- |
| 1    | Argentine | 4 | 4 | 0 | 0 | 16 | 2  | 2  | 0  | 143 | 33  | +110 | 18  |
| 2    | France    | 4 | 3 | 0 | 1 | 24 | 3  | 2  | 1  | 188 | 37  | +151 | 15  |
| 3    | Irlande   | 4 | 2 | 0 | 2 | 9  | 7  | 1  | 0  | 64  | 82  | -18  | 9   |
| 4    | Géorgie   | 4 | 1 | 0 | 3 | 5  | 15 | 0  | 1  | 50  | 111 | -61  | 5   |
| 5    | Namibie   | 4 | 0 | 0 | 4 | 3  | 30 | 0  | 0  | 30  | 212 | -182 | 0   |

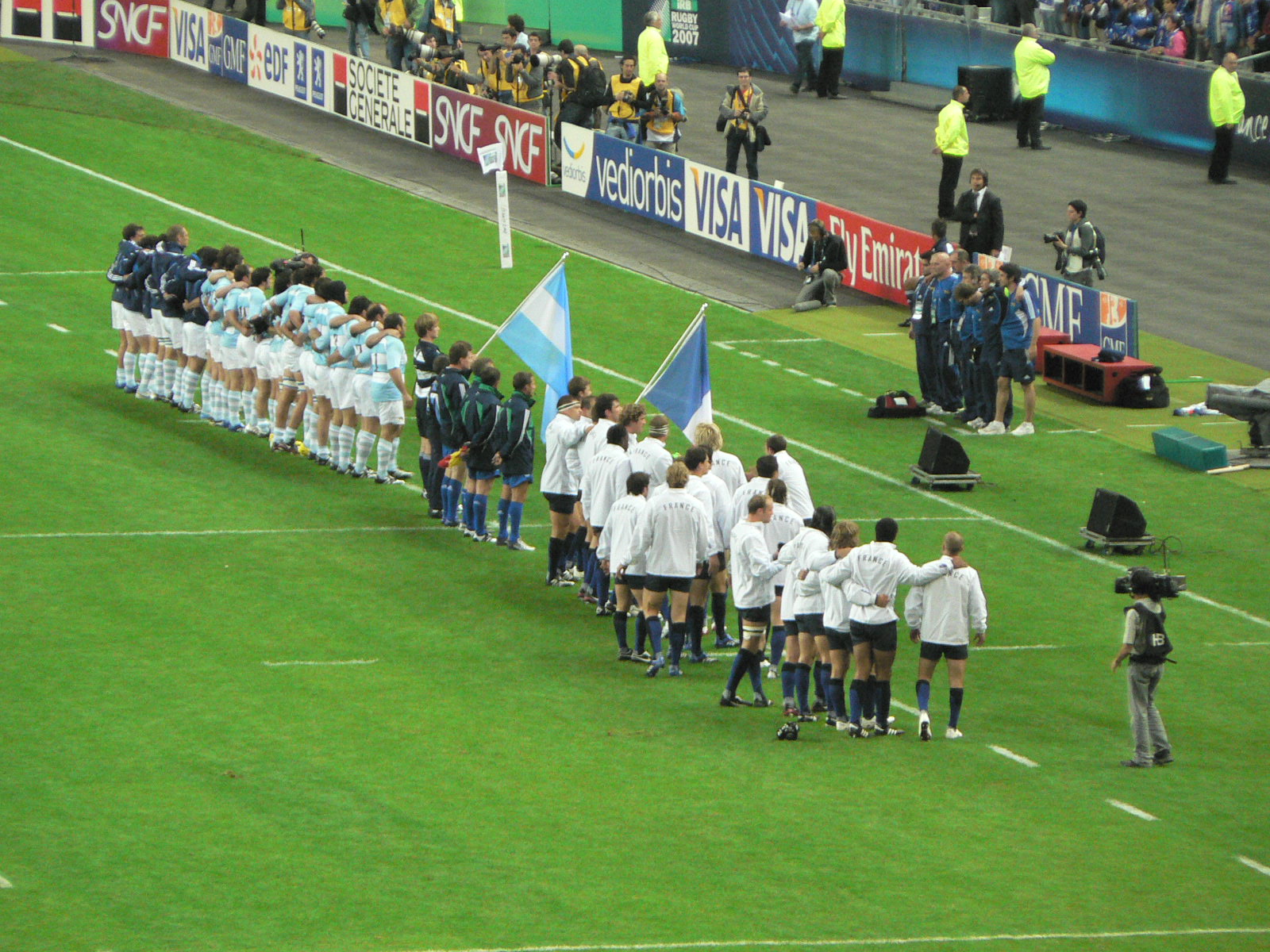
France - Argentine

Le match France-Argentine est le match d’ouverture du tournoi final de la Coupe du monde 2007. Il se solde par la victoire de l'Argentine 17 à 12. L'Argentine et ses désormais cinq victoires contre la France lors de leurs six derniers affrontements, fait ainsi un grand pas vers la qualification pour les quarts de finale (voir aussi équipe de France de rugby à XV à la Coupe du monde 2007).
Pour la première fois dans l'histoire de la Coupe du monde, la phase de poules voit dans chaque groupe un match où deux équipes jouent leur qualification dans les derniers jours (28-30 septembre) : Angleterre-Tonga (groupe A), pays de Galles-Fidji (groupe B), Écosse-Italie (groupe C), Argentine-Irlande (groupe D). La presse spécialisée parlera même de 1/8 de finale virtuels.
Six équipes classées aux huit premières places du classement IRB se sont qualifiées pour les quarts de finale, les équipes d'Irlande et du pays de Galles sont éliminées au profit des équipes de l'Écosse et des Fidji.

### Phase à élimination directe

#### Tableau final
Les matchs de la phase finale sont à élimination directe. En cas de match nul à la fin du temps règlementaire, une prolongation de deux fois 15 minutes est jouée. Si les deux équipes sont toujours à égalité, une séance de tirs au but (t.a.b.) détermine le vainqueur.
|  | Quarts de finale            | Quarts de finale              |                    |                    | Demi-finales                 | Demi-finales                 |    |  | Finale                   | Finale                   |
|  | Quarts de finale            | Quarts de finale              |                    |                    | Demi-finales                 | Demi-finales                 |    |  | Finale                   | Finale                   |
|  |                             |                               |                    |                    |                              |                              |    |  |                          |                          |
|  | 6 octobre à Marseille (A)   | 6 octobre à Marseille (A)     |                    |                    | 13 octobre à Saint-Denis (I) | 13 octobre à Saint-Denis (I) |    |  | 20 octobre à Saint-Denis | 20 octobre à Saint-Denis |
|  | 6 octobre à Marseille (A)   | 6 octobre à Marseille (A)     |                    |                    | 13 octobre à Saint-Denis (I) | 13 octobre à Saint-Denis (I) |    |  | 20 octobre à Saint-Denis | 20 octobre à Saint-Denis |
|  | Australie                   | 10                            |                    |                    | 13 octobre à Saint-Denis (I) | 13 octobre à Saint-Denis (I) |    |  | 20 octobre à Saint-Denis | 20 octobre à Saint-Denis |
|  | Australie                   | 10                            |                    |                    | 13 octobre à Saint-Denis (I) | 13 octobre à Saint-Denis (I) |    |  | 20 octobre à Saint-Denis | 20 octobre à Saint-Denis |
|  | Angleterre                  | 12                            |                    |                    | 13 octobre à Saint-Denis (I) | 13 octobre à Saint-Denis (I) |    |  | 20 octobre à Saint-Denis | 20 octobre à Saint-Denis |
|  | Angleterre                  | 12                            | Angleterre         | 14                 |                              |                              |    |  | 20 octobre à Saint-Denis | 20 octobre à Saint-Denis |
|  | 6 octobre à Cardiff (B)     |                               | Angleterre         | 14                 |                              |                              |    |  | 20 octobre à Saint-Denis | 20 octobre à Saint-Denis |
|  |                             | France                        | 9                  |                    |                              |                              |    |  | 20 octobre à Saint-Denis | 20 octobre à Saint-Denis |
|  | Nouvelle-Zélande            | France                        | 9                  | 18                 |                              |                              |    |  | 20 octobre à Saint-Denis | 20 octobre à Saint-Denis |
|  | Nouvelle-Zélande            |                               |                    | 18                 |                              |                              |    |  | 20 octobre à Saint-Denis | 20 octobre à Saint-Denis |
|  | France                      | 20                            |                    |                    |                              |                              |    |  | 20 octobre à Saint-Denis | 20 octobre à Saint-Denis |
|  | France                      | 20                            | Angleterre         | 6                  |                              |                              |    |  |                          |                          |
|  | 7 octobre à Marseille (C)   |                               | Angleterre         | 6                  |                              |                              |    |  |                          |                          |
|  |                             | Afrique du Sud                | 15                 |                    |                              |                              |    |  |                          |                          |
|  | Afrique du Sud              | Afrique du Sud                | 15                 | 37                 |                              |                              |    |  |                          |                          |
|  | Afrique du Sud              | 14 octobre à Saint-Denis (II) |                    | 37                 |                              |                              |    |  |                          |                          |
|  | Fidji                       | 20                            |                    |                    |                              |                              |    |  |                          |                          |
|  | Fidji                       | 20                            | Afrique du Sud     | 37                 |                              |                              |    |  |                          |                          |
|  | 7 octobre à Saint-Denis (D) | 7 octobre à Saint-Denis (D)   | Afrique du Sud     | 37                 | Match pour la 3e place       | Match pour la 3e place       |    |  |                          |                          |
|  | 7 octobre à Saint-Denis (D) | 7 octobre à Saint-Denis (D)   |                    | Argentine          | Match pour la 3e place       | Match pour la 3e place       | 13 |  |                          |                          |
|  | Argentine                   | 19                            | 19 octobre à Paris | 19 octobre à Paris |                              |                              | 13 |  |                          |                          |
|  | Argentine                   | 19                            | 19 octobre à Paris | 19 octobre à Paris |                              |                              |    |  |                          |                          |
|  | Écosse                      | 13                            |                    | France             | 10                           |                              |    |  |                          |                          |
|  | Écosse                      | 13                            |                    | France             | 10                           |                              |    |  |                          |                          |
|  |                             |                               |                    |                    |                              |                              |    |  | Argentine                | 34                       |
|  |                             |                               |                    |                    |                              |                              |    |  | Argentine                | 34                       |

#### Quarts de finale
Australie -  Angleterre : 10-12 (10-6)
Andy Farrell blessé a été remplacé par Mike Catt dans le XV anglais de départ, Catt participe pour la 4e fois à un quart de finale de Coupe du monde de rugby.
Bien que l'Australie inscrive un essai par Lote Tuqiri après une demi-heure de jeu, l'Angleterre l'emporte grâce à quatre pénalités réussies par Jonny Wilkinson qui, en dépassant les 227 points de l'Écossais Gavin Hastings, devient le meilleur marqueur de points de l'histoire de la Coupe du monde avec 234 points et grâce également à une domination écrasante en mêlée ayant permis de bénéficier de pénalités.
 Nouvelle-Zélande -  France : 18-20 (13-3)
Avant ce match, l'équipe de France comptait dix victoires, 35 défaites et un match nul contre les All Blacks. La dernière victoire française avait été acquise le 18 novembre 2000 à Marseille sur le score de 42 à 33.
Dans le souci de différencier les deux équipes les All Blacks ont joué avec un maillot gris et noir tandis que les Français, après avoir gagné le tirage au sort, arboraient un maillot bleu sombre. Les All Blacks maîtrisent la première mi-temps grâce à leur domination en mêlée et à la touche, inscrivant un essai par Luke McAlister, Dan Carter marque ensuite la transformation et deux pénalités (13-0). Après avoir manqué deux pénalités et un drop, les Français inscrivent leurs trois premiers points à l'ultime seconde de la première mi-temps par une pénalité de Lionel Beauxis. En seconde période, après l'exclusion temporaire de McAlister (45e) qui entraîne une pénalité convertie par Beauxis (46e), les Bleus inscrivent un premier essai par Thierry Dusautoir que Lionel Beauxis transforme. Il y a alors égalité (13-13) à la 54e minute. Après une longue série de « pick and go » (63e), les Néo-Zélandais marquent un deuxième essai par Rodney So'oialo, non transformé. La France marque à son tour un deuxième essai par Yannick Jauzion (68e) après une percée de Frédéric Michalak, essai que de nombreux commentateurs estimeront être entaché d'un en-avant,,. La transformation d'Elissalde donne l'avantage au score aux Français pour la première fois du match (20-18). Les Bleus conservent cet avantage jusqu'au terme de la rencontre grâce au maintien de leur rideau défensif et à une série de dégagements. Lors de ce match, Thierry Dusautoir effectue un nombre record de 38 plaquages, ce qui lui vaudra le surnom de « dark destroyer » dans les médias anglo-saxons.
Ainsi, le XV de France réitère l'exploit de la demi-finale de 1999 et se qualifie pour la demi-finale à l'arraché. Il retrouve le XV d'Angleterre pour une revanche de la demi-finale de 2003. Pour la première fois de leur histoire, les All Blacks ne feront pas partie du dernier carré d'une Coupe du monde.
 Afrique du Sud -  Fidji : 37-20 (13-3)
Les Sud-Africains favoris ont souffert. Ils mènent tout de même 20 à 6 à la 51e. Mais l'équipe des Fidji joue son va-tout et elle inscrit deux essais en infériorité numérique (exclusion temporaire de Rabeni pour plaquage dangereux, 51e), égalisant à 20 partout à vingt minutes de la fin. Menée 20 à 23, elle aurait même pu prendre l'avantage à plusieurs reprises. Sans un plaquage de l'ailier springbok JP Pietersen, sur le deuxième ligne Ifereimi Rawaqa qui était entré dans l'en-but, les Boks auraient dû s'employer pour gagner (68e). En fin de match, deux essais de Juan Smith et Butch James finissent par donner au score de l'ampleur et l'Afrique du Sud se qualifie pour les demi-finales.
 Argentine -  Écosse : 19-13 (13-6)
Le jeu se limite à du jeu au pied, de l'occupation du terrain et de la conquête. Les Argentins gagnent le match grâce à leurs buteurs, Felipe Contepomi et Juan Martín Hernández, à l'issue d'un match terne, ponctué de nombreuses chandelles de part et d'autre, et marqué seulement par un essai argentin de Gonzalo Longo, qui contre un dégagement écossais, auquel a répondu un essai de l'Écossais Chris Cusiter. L'Argentine se qualifie pour la première fois de son histoire pour les demi-finales, où elle affronte l'Afrique du Sud, contre qui elle n'a jamais gagné.

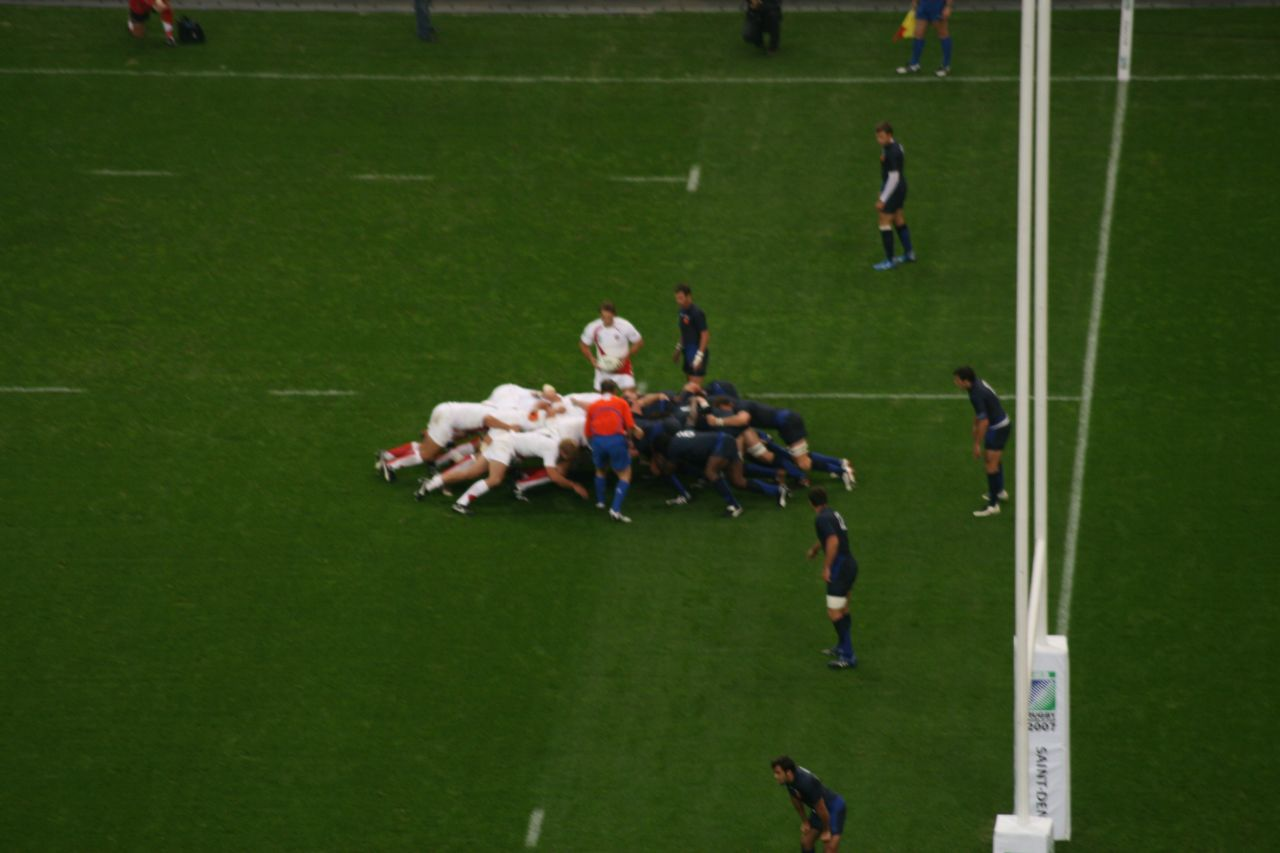
Mêlée opposant l'Angleterre et la France.

#### Demi-finales
Angleterre -  France: 14-9 (5-6)
Dans le cadre de la Coupe du monde de rugby, c'est la quatrième confrontation entre les deux équipes. Les compositions des équipes sont inchangées par rapport aux quarts de finale, y compris les remplaçants. Depuis 1999, les oppositions entre équipes de France et d'Angleterre ont donné un bilan équilibré avec sept victoires de part et d'autre, toutefois la France a gagné cinq de leurs six dernières oppositions (voir France-Angleterre en rugby à XV). Lors de la précédente Coupe du monde, en 2003, les deux équipes s'étaient aussi rencontrées en demi-finale et les Anglais avaient gagné sur le score de 24 à 7.Les Anglais marquent le seul essai du match après 79 secondes de jeu sur une erreur de l'arrière français, Damien Traille. Les Français prennent ensuite l'avantage au score grâce à des pénalités réussies par Lionel Beauxis (9-5). Jonny Wilkinson, qui était peu en réussite jusque-là, réussit ensuite deux pénalités et un drop, permettant au XV de la rose de l'emporter sur le score de 14 à 9 et de se qualifier pour la finale. D'après certains observateurs, les Bleus apparaissent fatigués après leur exploit face aux Blacks en quart-de-finale. Pour d'autres, le sélectionneur Bernard Laporte s'est trompé de tactique : « On ne joue pas les Anglais comme on joue les All Blacks ».
 Afrique du Sud -  Argentine : 37-13 (24-6)
Les deux équipes ont gagné tous leurs matchs jusqu'à présent. Avant cette rencontre, les Springboks avaient remporté les onze matchs disputés contre les Argentins (voir Afrique du Sud-Argentine en rugby à XV). Les Springboks enregistrent la rentrée de leur pilier CJ van der Linde et de Bobby Skinstad sur le banc des remplaçants. Les Springboks bonifient les déchets des attaques argentines pour prendre un large avantage au score. Sur une interception Bryan Habana ajoute un nouvel essai pour rejoindre Jonah Lomu, meilleur réalisateur lors d'une Coupe du monde avec huit essais inscrits. L'Afrique du Sud est le seul favori au rendez-vous contre une équipe anglaise qu'elle a largement battue au premier tour de la compétition.

#### Match pour la troisième place
France -  Argentine : 10-34 (3-17)
Les Argentins confirment leur supériorité face aux Français en remportant la petite finale, après avoir aussi battu le XV de France lors du match d'ouverture de la Coupe du monde (17-12). Ils dominent la rencontre en marquant cinq essais, contre un seul pour les Français. Ces derniers enregistrent leur troisième défaite et terminent cette Coupe du monde sur une note décevante alors que les Argentins confirment leurs progrès et leur nouveau statut d'équipe majeure dans le monde du rugby à XV.

#### Finale
Angleterre -  Afrique du Sud : 6-15 (3-9)
L'Angleterre défend son titre en retrouvant l'Afrique du Sud qui l'avait nettement battue 36 à 0 en poule de qualification (Poule A). Les Sud-Africains sont favoris car pour atteindre ce stade de la compétition les Springboks ont marqué 263 points et 33 essais alors que les Anglais n'ont marqué que 134 points et 12 essais. Le vainqueur de la finale rejoindra au palmarès l'Australie qui a remporté deux fois la Coupe du monde. Une victoire sur l'Angleterre permettrait à l'Afrique du Sud de prendre la tête du classement mondial IRB.
Les Springboks mènent à la mi-temps par 9 à 3 grâce à trois pénalités réussies par Percy Montgomery contre une par l'Anglais Jonny Wilkinson. En début de seconde mi-temps, les Anglais manquent de très peu un essai mais l'arbitre considère que l'ailier Mark Cueto a mis le pied en touche. Toutefois ils marquent trois points à l'occasion de cette action, grâce au coup de pied de pénalité accordé pour faute préalable. Les Sud-Africains remportent le match et la Coupe du monde par 15 à 6 à l'issue d'un match sans essai et dans lequel la défense a pris l'ascendant sur l'attaque.
Les Springboks remportent la Coupe du monde 2007 en étant invaincus à l'issue de la compétition, ils remportent un deuxième titre après celui acquis en 1995. Le pilier Os du Randt est le seul joueur sud-africain à avoir remporté deux titres de champion du monde à douze ans d'intervalle.

## Bilan de la Coupe du monde

### Équipes et joueurs en évidence

#### Statistiques des équipes
Bien qu'éliminée en quart de finale, l'équipe de Nouvelle-Zélande est l'équipe la plus prolifique de la compétition avec des totaux de 327 points et de 48 essais marqués.
L'Angleterre, tenante du titre (T), joua sa deuxième finale consécutive.
À l'issue de la compétition, neuf sélections ont amélioré leur classement mondial tel qu'établi par l'IRB, dix l'ont baissé et pas de changement pour la dernière.
| Rang | Équipe           | Nouveau classement IRB | Variation après/avant Coupe du monde | Matches joués | Points marqués | Essais | Transfo | Pénalités | Drops | Cartons jaunes | Cartons rouges |
| ---- | ---------------- | ---------------------- | ------------------------------------ | ------------- | -------------- | ------ | ------- | --------- | ----- | -------------- | -------------- |
| 5    | Nouvelle-Zélande | 2e                     | 1                                    | 5             | 327            | 48     | 36      | 5         | 0     | 1              | 0              |
| 1    | Afrique du Sud   | 1re                    | 3                                    | 7             | 278            | 33     | 25      | 21        | 0     | 3              | 0              |
| 4    | France           | 6e                     | 3                                    | 7             | 227            | 27     | 19      | 18        | 0     | 2              | 0              |
| 6    | Australie        | 5e                     | 3                                    | 5             | 225            | 31     | 20      | 8         | 2     | 2              | 0              |
| 3    | Argentine        | 3e                     | 3                                    | 7             | 209            | 23     | 14      | 18        | 4     | 3              | 0              |
| 9    | Pays de Galles   | 10e                    | 2                                    | 4             | 168            | 23     | 16      | 7         | 0     | 0              | 0              |
| 7    | Fidji            | 9e                     | 4                                    | 5             | 134            | 16     | 12      | 10        | 0     | 2              | 0              |
| 2    | Angleterre T     | 4e                     | 3                                    | 7             | 140            | 12     | 7       | 17        | 5     | 1              | 0              |
| 8    | Écosse           | 8e                     | 2                                    | 5             | 129            | 15     | 15      | 8         | 0     | 1              | 0              |
| 10   | Tonga            | 13e                    | 2                                    | 4             | 89             | 9      | 7       | 10        | 0     | 3              | 1              |
| 11   | Italie           | 11e                    | 2                                    | 4             | 85             | 8      | 6       | 11        | 0     | 3              | 0              |
| 13   | Samoa            | 12e                    | 1                                    | 4             | 69             | 5      | 4       | 12        | 0     | 1              | 0              |
| 12   | Irlande          | 7e                     | 2                                    | 4             | 64             | 9      | 5       | 2         | 1     | 2              | 0              |
| 14   | Japon            | 17e                    | 1                                    | 4             | 64             | 7      | 4       | 7         | 0     | 0              | 0              |
| 18   | États-Unis       | 18e                    | 4                                    | 4             | 61             | 7      | 4       | 6         | 0     | 4              | 0              |
| 16   | Canada           | 15e                    | 1                                    | 4             | 51             | 6      | 3       | 5         | 0     | 1              | 0              |
| 17   | Géorgie          | 16e                    | 1                                    | 4             | 50             | 5      | 5       | 5         | 0     | 2              | 0              |
| 16   | Roumanie         | 14e                    | 2                                    | 4             | 40             | 5      | 3       | 3         | 0     | 1              | 0              |
| 19   | Portugal         | 22e                    | 0                                    | 4             | 38             | 4      | 3       | 3         | 1     | 1              | 0              |
| 20   | Namibie          | 25e                    | 1                                    | 4             | 30             | 3      | 3       | 2         | 1     | 0              | 1              |

#### Meilleurs marqueurs d'essais
Bryan Habana termine meilleur marqueur de la compétition avec huit essais à son actif.

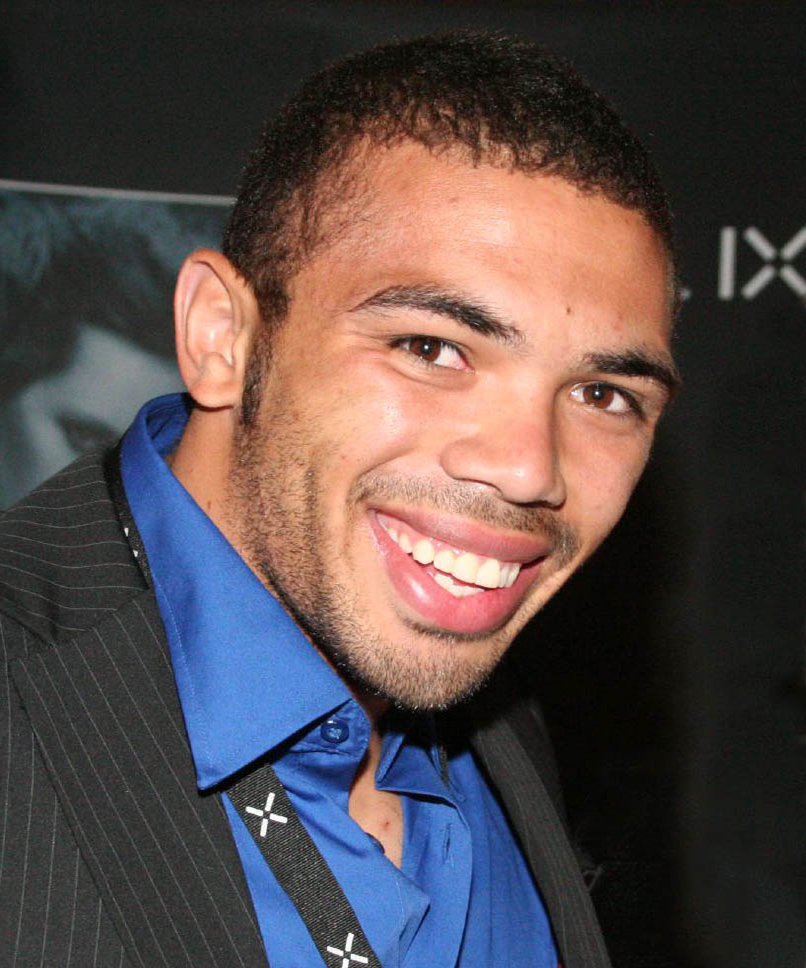
Bryan Habana
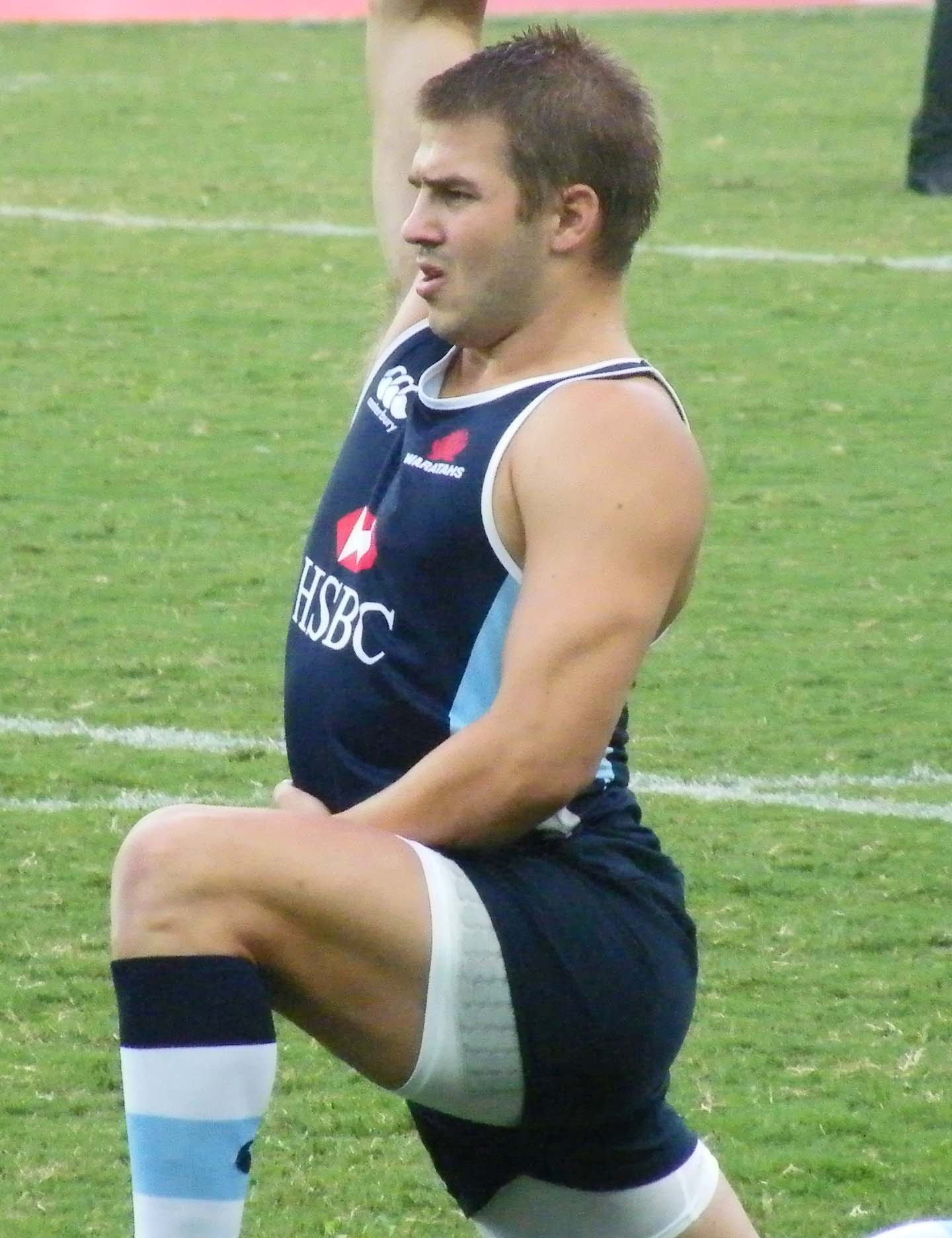
Drew Mitchell
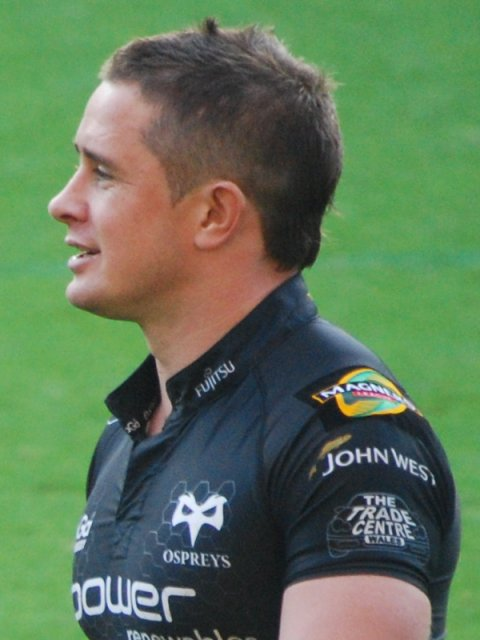
Shane Williams
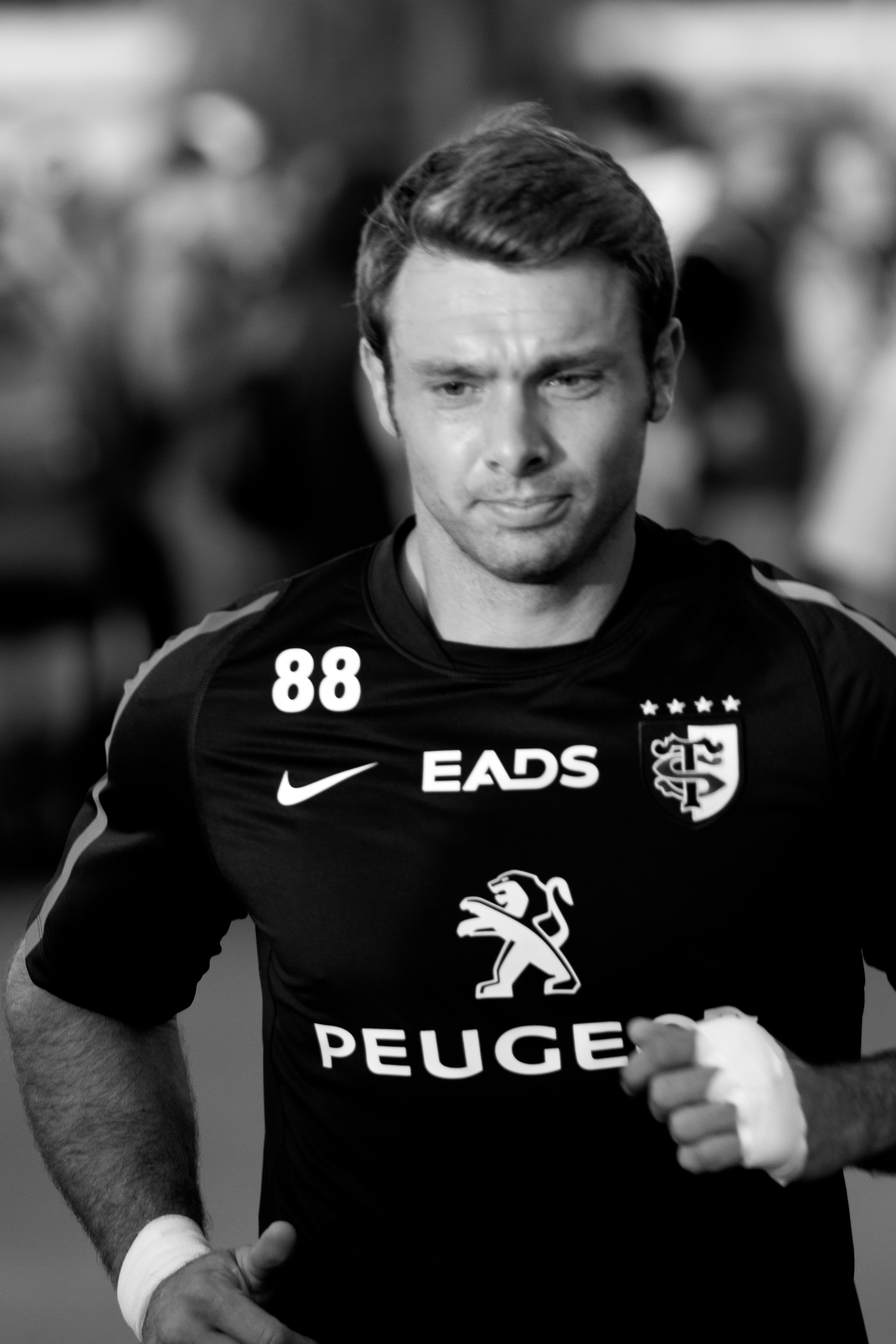
Vincent Clerc

| Rang | Joueur            | Équipe           | Essais | Matches joués | Essais par match |
| ---- | ----------------- | ---------------- | ------ | ------------- | ---------------- |
| 1    | Bryan Habana      | Afrique du Sud   | 8      | 7             | 1,1              |
| 2    | Drew Mitchell     | Australie        | 7      | 5             | 1,4              |
| 3    | Doug Howlett      | Nouvelle-Zélande | 6      | 3             | 2,0              |
| 3    | Shane Williams    | Pays de Galles   | 6      | 4             | 1,5              |
| 5    | Joe Rokocoko      | Nouvelle-Zélande | 5      | 3             | 1,7              |
| 5    | Vincent Clerc     | France           | 5      | 4             | 1,3              |
| 5    | Chris Latham      | Australie        | 5      | 5             | 1,0              |
| 8    | Rory Lamont       | Écosse           | 4      | 4             | 1,0              |
| 8    | Sitiveni Sivivatu | Nouvelle-Zélande | 4      | 4             | 1,0              |
| 8    | Jaque Fourie      | Afrique du Sud   | 4      | 6             | 0,7              |
| 8    | Paul Sackey       | Angleterre       | 4      | 6             | 0,7              |
| 8    | JP Pietersen      | Afrique du Sud   | 4      | 7             | 0,6              |
| 8    | Juan Smith        | Afrique du Sud   | 4      | 7             | 0,6              |

#### Meilleurs réalisateurs
Percy Montgomery termine meilleur réalisateur de la compétition en ayant marqué deux essais, vingt-deux transformations et dix-sept pénalités pour un total de 105 points.

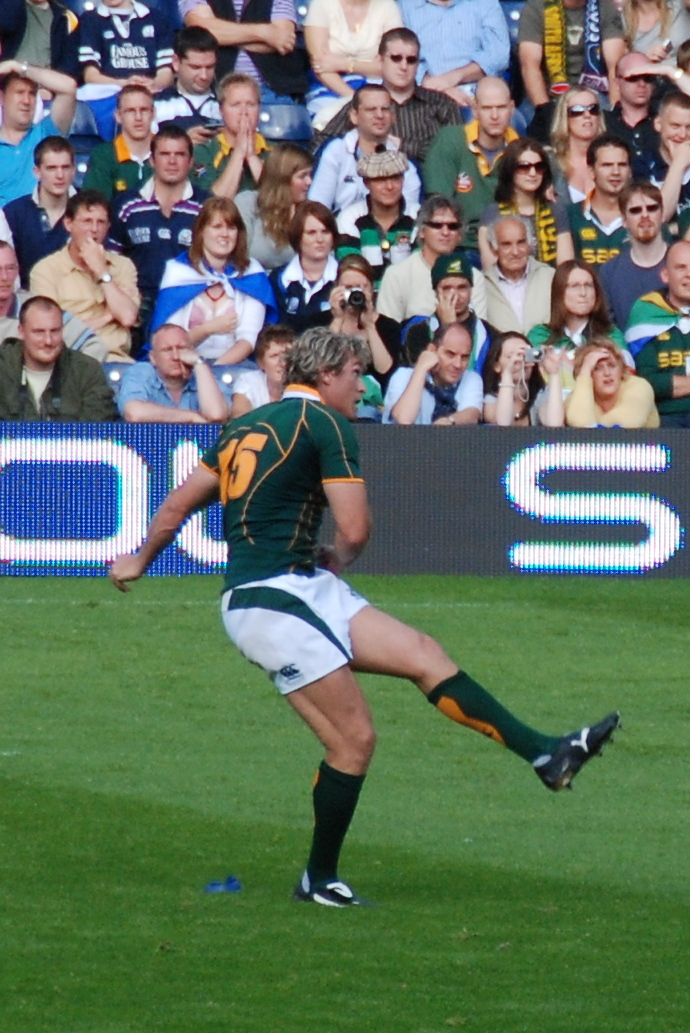
Percy Montgomery
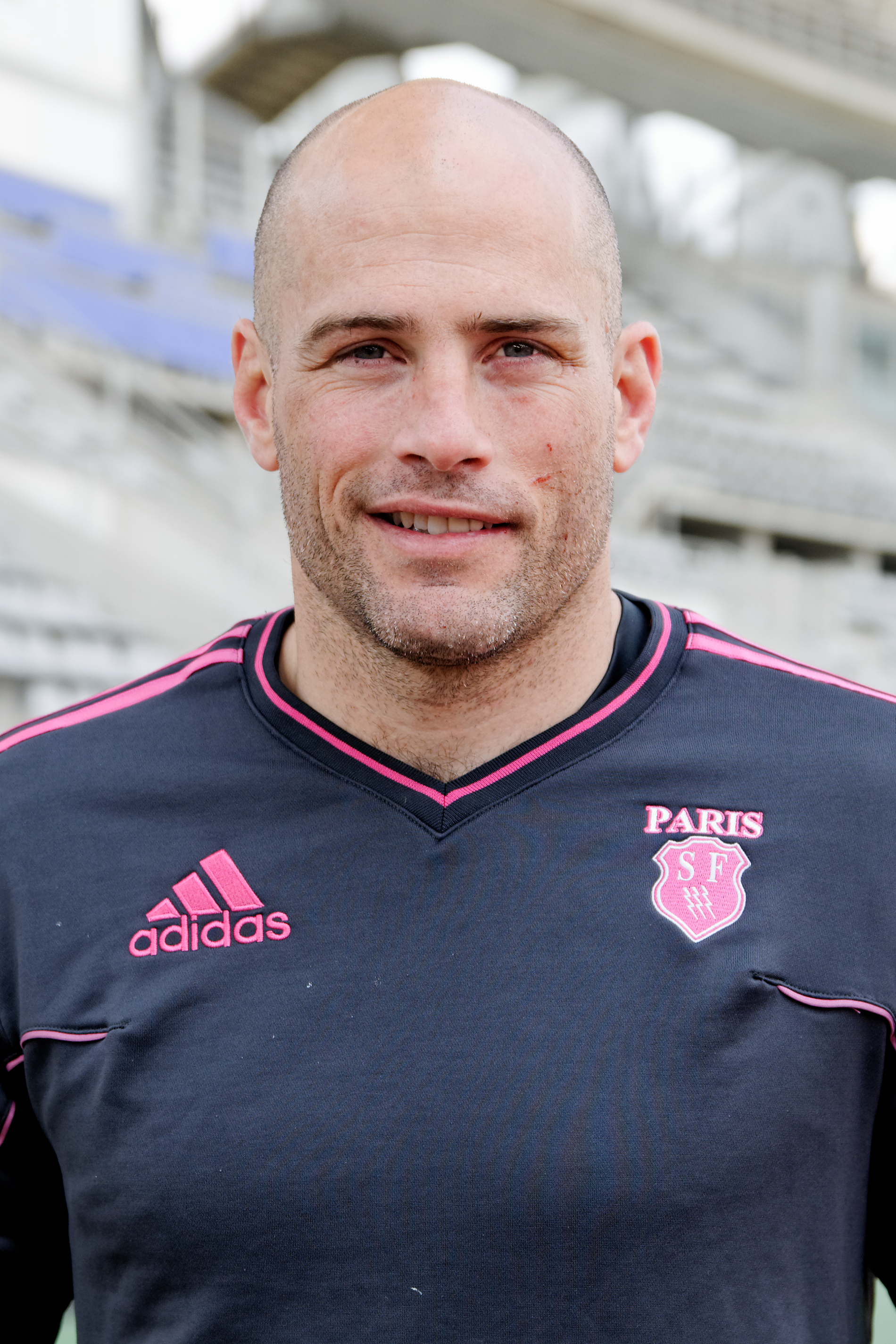
Felipe Contepomi
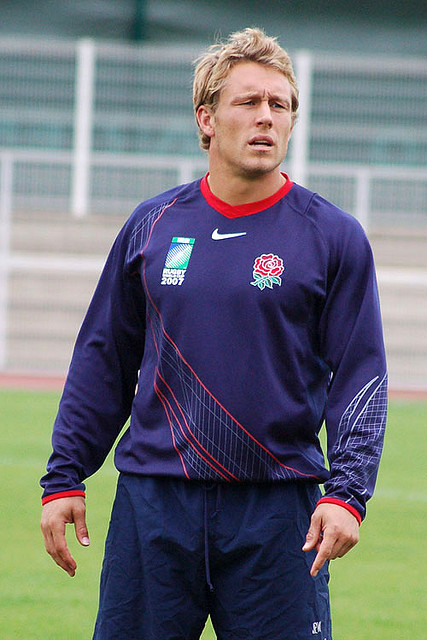
Jonny Wilkinson
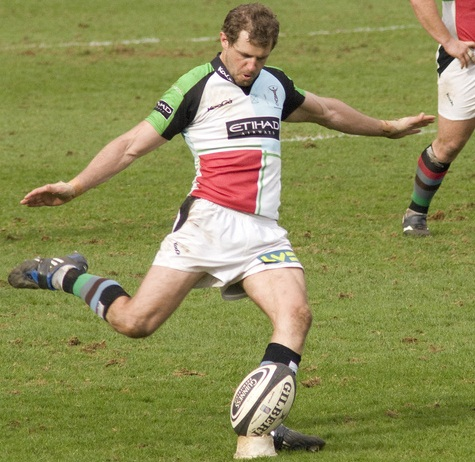
Nick Evans
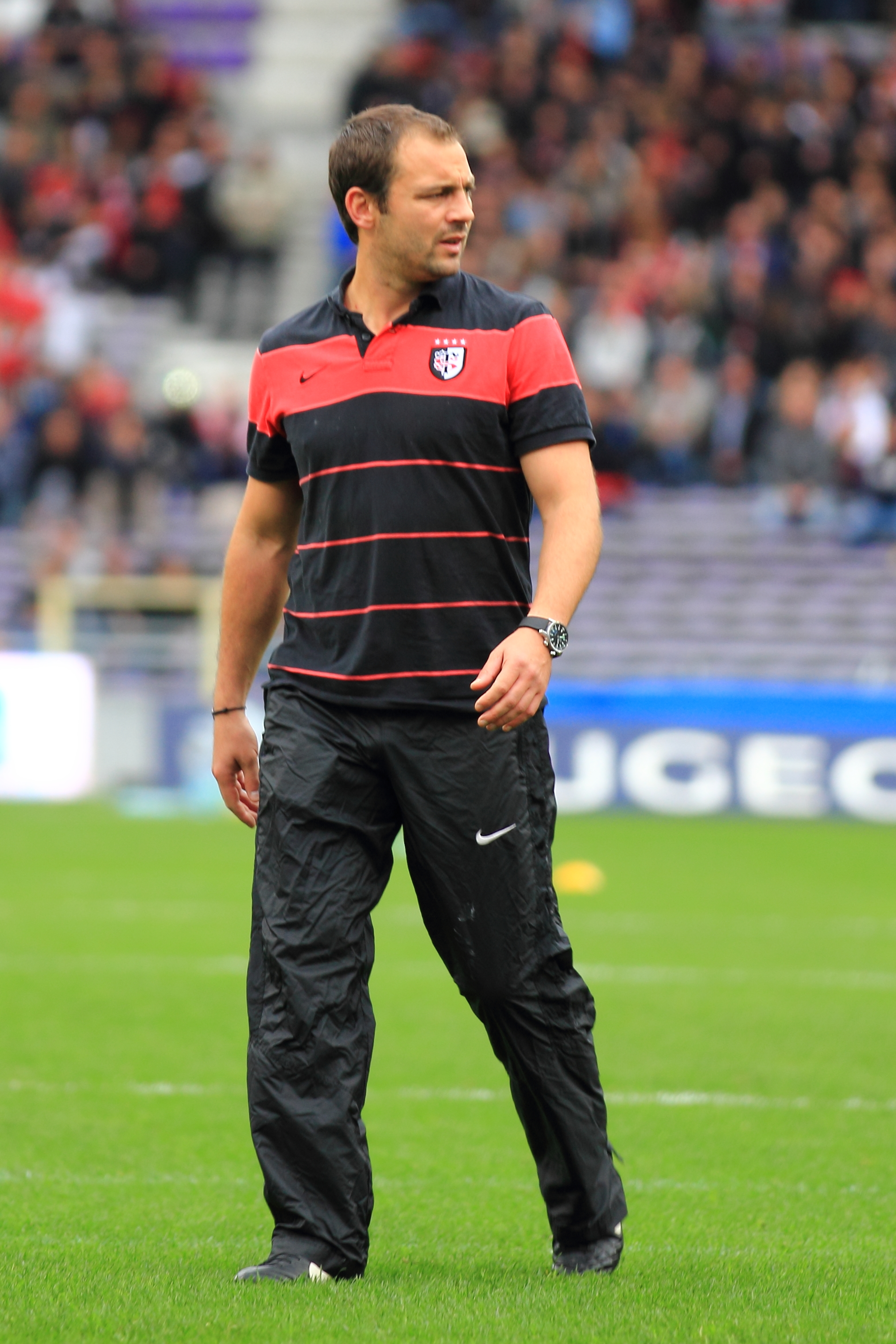
Jean-Baptiste Élissalde

| Rang | Joueur                  | Équipe           | Points | Matches joués | Points par match | Essais | Transf. | Pénalités | Drops |
| ---- | ----------------------- | ---------------- | ------ | ------------- | ---------------- | ------ | ------- | --------- | ----- |
| 1    | Percy Montgomery        | Afrique du Sud   | 105    | 7             | 15,0             | 2      | 22      | 17        | 0     |
| 2    | Felipe Contepomi        | Argentine        | 91     | 7             | 13,0             | 3      | 11      | 18        | 0     |
| 3    | Jonny Wilkinson         | Angleterre       | 67     | 5             | 13,4             | 0      | 5       | 14        | 5     |
| 4    | Nick Evans              | Nouvelle-Zélande | 50     | 4             | 12,5             | 2      | 20      | 0         | 0     |
| 5    | Jean-Baptiste Élissalde | France           | 47     | 7             | 6,7              | 1      | 12      | 6         | 0     |
| 6    | Chris Paterson          | Écosse           | 46     | 6             | 7,67             | 1      | 10      | 7         | 0     |
| 7    | Pierre Hola             | Tonga            | 44     | 4             | 11,0             | 0      | 7       | 10        | 0     |
| 8    | Lionel Beauxis          | France           | 43     | 6             | 7,2              | 1      | 7       | 8         | 0     |
| 9    | Nicky Little            | Fidji            | 42     | 3             | 14,0             | 0      | 9       | 8         | 0     |
| 10   | Dan Carter              | Nouvelle-Zélande | 40     | 3             | 13.3             | 1      | 10      | 5         | 0     |
| 10   | Matt Giteau             | Australie        | 40     | 4             | 10,0             | 3      | 8       | 3         | 0     |
| 10   | Bryan Habana            | Afrique du Sud   | 40     | 7             | 5,7              | 8      | 0       | 0         | 0     |

### Bilan sportif

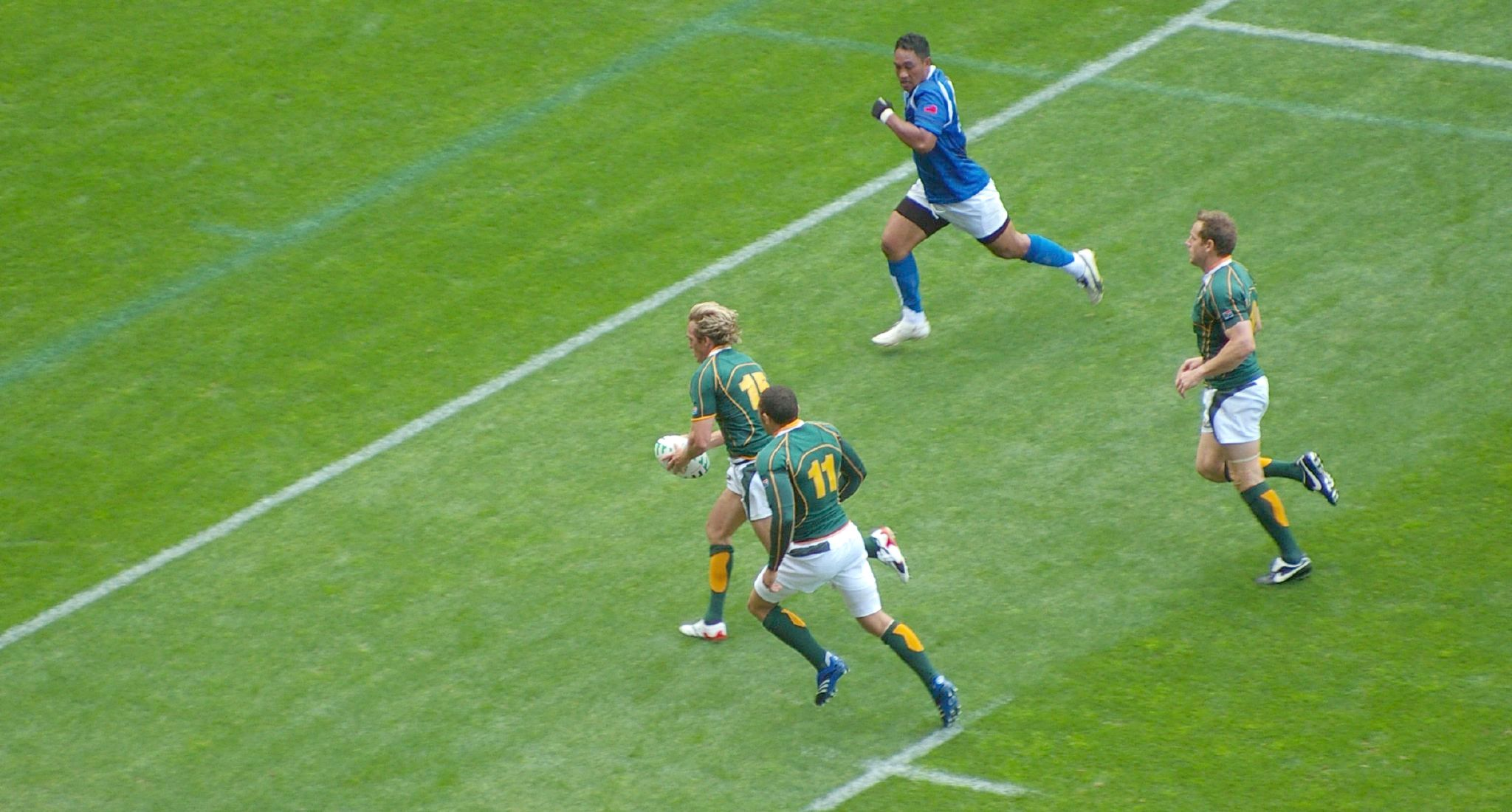
Percy Montgomery et Brian Habana pour un nouvel essai

L'Afrique du Sud, qui n'a pas été invitée aux deux premières Coupes du monde (1987 et 1991) pour cause d'apartheid, présente un excellent bilan en quatre participations : deux titres (1995 et 2007), une défaite en demi-finale contre l'Australie futur vainqueur (1999) et une présence en quart de finale (2003). Elle devient également numéro un au classement IRB. La victoire des Springboks est fêtée dans toute l'Afrique du Sud bien que des voix s'élèvent, notamment au gouvernement, contre le fait que la population noire soit sous-représentée dans l'équipe nationale,,. Les Springboks ont été invaincus pendant la compétition, ils possèdent le meilleur réalisateur de l'épreuve, Percy Montgomery, et le meilleur marqueur d'essais, Bryan Habana, qui a été désigné comme le meilleur joueur de rugby à XV de l'année par l'IRB,.
L'Angleterre, tenante du titre, est passée très près de l'élimination dès le premier tour. Humiliée par l'Afrique du Sud, elle a bien redressé la barre contre les équipes des Samoa des Tonga avant d'éliminer successivement l'Australie et la France. Une fois de plus le champion du monde sortant n'a pas réussi à conserver son titre.
L'Argentine est la bonne surprise de ce tournoi. Elle possède un pack puissant, une défense assez hermétique et, comme l'a montré le match pour la troisième place contre la France, un jeu en fin de compte assez varié sous l'impulsion d'une excellente charnière Pichot-Hernandez. Au vu de sa prestation elle mérite largement d'intégrer l'un des grands tournois du rugby à XV (Tournoi des Six Nations ou Tri-nations).
La France qui était présentée comme une des favorites de cette Coupe du monde n'a pas tenu son rang supposé : son bilan est plutôt contrasté. En sept matchs elle a été battue trois fois dont deux fois par l'Argentine, lors du match d'ouverture et lors du match pour la troisième place. Elle a été éliminée en demi-finale par l'Angleterre, comme lors de la précédente édition, sans montrer aucun génie. À son crédit, le XV de France a battu l'Irlande en poule, et surtout les All Blacks lors d'un quart de finale très serré. Surtout, le tournoi de la France est marqué par une polémique politico-médiatique lors du match d'ouverture, qui voit une cassure se créer entre le sélectionneur Bernard Laporte et une partie des joueurs. Laporte, déjà nommé secrétaire d'Etat aux sports par Nicolas Sarkozy, demande au capitaine Raphaël Ibañez de lire dans le vestiaire une lettre de Guy Môquet, qui refuse, la jugeant inadaptée avant un match international. C'est finalement le jeune Clément Poitrenaud qui la lit.
Les All Blacks sont éliminés en quart de finale sur un essai assez discutable, ils n'ont pas perdu d'autre match et présentent une des meilleures équipes avec celle d'Afrique du Sud. Ils ont gagné 37 des 42 matchs disputés depuis la dernière Coupe du monde, ils ont inscrit 309 points en poule en quatre rencontres.
L'Australie a perdu face à l'Angleterre, alors que les nations îliennes du Pacifique (Samoa, Tonga et surtout Fidji) ont confirmé leur montée en puissance.
En revanche, les trois nations celtiques (Écosse, Irlande, pays de Galles) et l'Italie ont été sorties prématurément et sans gloire. L'équipe d'Irlande entame la Coupe du monde 2007 avec des ambitions car elle occupe l'une des six premières places du classement mondial. Brian O'Driscoll, Ronan O'Gara, Girvan Dempsey, Peter Stringer et les avants Malcolm O'Kelly, Paul O'Connell, font partie de cette équipe qui a en quatre années réalisé trois triples couronnes dans le Tournoi. Cependant elle n'a pas gagné le Tournoi. Le 9 septembre 2007, l'Irlande bat la Namibie 32 à 17 sans convaincre et la Géorgie 14 à 10, avant de perdre ses illusions contre la France et l'Argentine pour finir troisième de la poule D et éliminée. Le pays de Galles est éliminé dès la phase de qualification après avoir perdu contre l'Australie et les Fidji.
De nouvelles équipes ont produit du jeu intéressant : Géorgie, Portugal, États-Unis, Japon, Canada, Namibie, sont des puissances rugbystiques en devenir et ont prouvé que la présence de vingt équipes dans la phase finale n'est pas usurpée. En revanche, la Roumanie ne parvient toujours pas à retrouver son niveau des années 1970.
Il y a eu 296 essais inscrits en 48 matchs, un total inférieur aux 336 de l'édition 2003 qui représente cependant une moyenne d'un peu plus de six essais par match.
En six éditions, les nations de l'hémisphère Sud ont réussi à remporter cinq fois le trophée, seule l'Angleterre a pu contester leur suprématie en 2003.

### Bilan économique et popularité
Le taux de remplissage des stades a été supérieur à 95 %. Le match France-Nouvelle-Zélande a été regardé par 16,7 millions de téléspectateurs (64,9 % de part d'audience), à titre comparatif le match France-Portugal, en demi-finale de la Coupe du monde de football 2006, avait été suivi par 22,2 millions de téléspectateurs (76,7 % de part d'audience). Les audiences télévisuelles à l'étranger furent décevantes, pour exemple le match Afrique du Sud-Angleterre fut beaucoup plus suivi en France qu'en Angleterre. De même, le match d'ouverture a été essentiellement vu en France et en Angleterre, réalisant des scores faibles dans les autres pays (Russie : 1 744 000, Irlande : 333 000, Nouvelle-Zélande : 297 000, Argentine : 266 000, Italie : 126 000, Australie : 99 000). La finale a été vue par 33 millions de personnes à travers le monde (en comparaison, l'audience mondiale de la finale de la Coupe du monde de football de 2006 a été de 260 millions de téléspectateurs.). La plupart (97 %) des téléspectateurs qui ont regardé cette Coupe du monde proviennent de pays amateurs de rugby à XV (Royaume-Uni, Irlande, France, Nouvelle-Zélande, Australie et Afrique du Sud).
La Coupe du monde de rugby à XV 2007 a été bénéfique pour la popularisation du rugby à XV en France, elle a entraîné une vague d'inscriptions sans précédent dans les écoles de rugby.
L'organisation a été à la hauteur de l'événement, il n'y a pas eu de reproches majeurs faits à ce propos.
Le bilan en matière de tourisme est très positif car la Coupe du monde de rugby pourrait générer un chiffre d’affaires hôtelier de 100 à 150 millions d’euros.
Reste la polémique sur la négociation par l'International Rugby Board des contrats d'organisation de la Coupe du monde 2007. Certains dénoncent l'absence de transparence de la part de l'IRB ainsi qu'une organisation qui serait axée sur l'argent et les retombées publicitaires.

### Bilan carbone
Dans le livre À 7 ans, il voulait traverser le désert... Étienne Smulevici, l'inoxydable Monsieur Dakar, une note p. 340 précise que « l’ensemble du rallye Dakar émet environ 22 000 tonnes de CO2. À titre de comparaison, un grand prix de Formule 1 en émet autant, la Coupe du monde de rugby 2007 est à 570 000 tonnes et le tournoi de Roland-Garros à 155 860 tonnes de CO2. La Fédération française de tennis a d’ailleurs annoncé qu’elle prenait des mesures pour améliorer son bilan carbone. » [réf. nécessaire]